# Historia de Algeciras

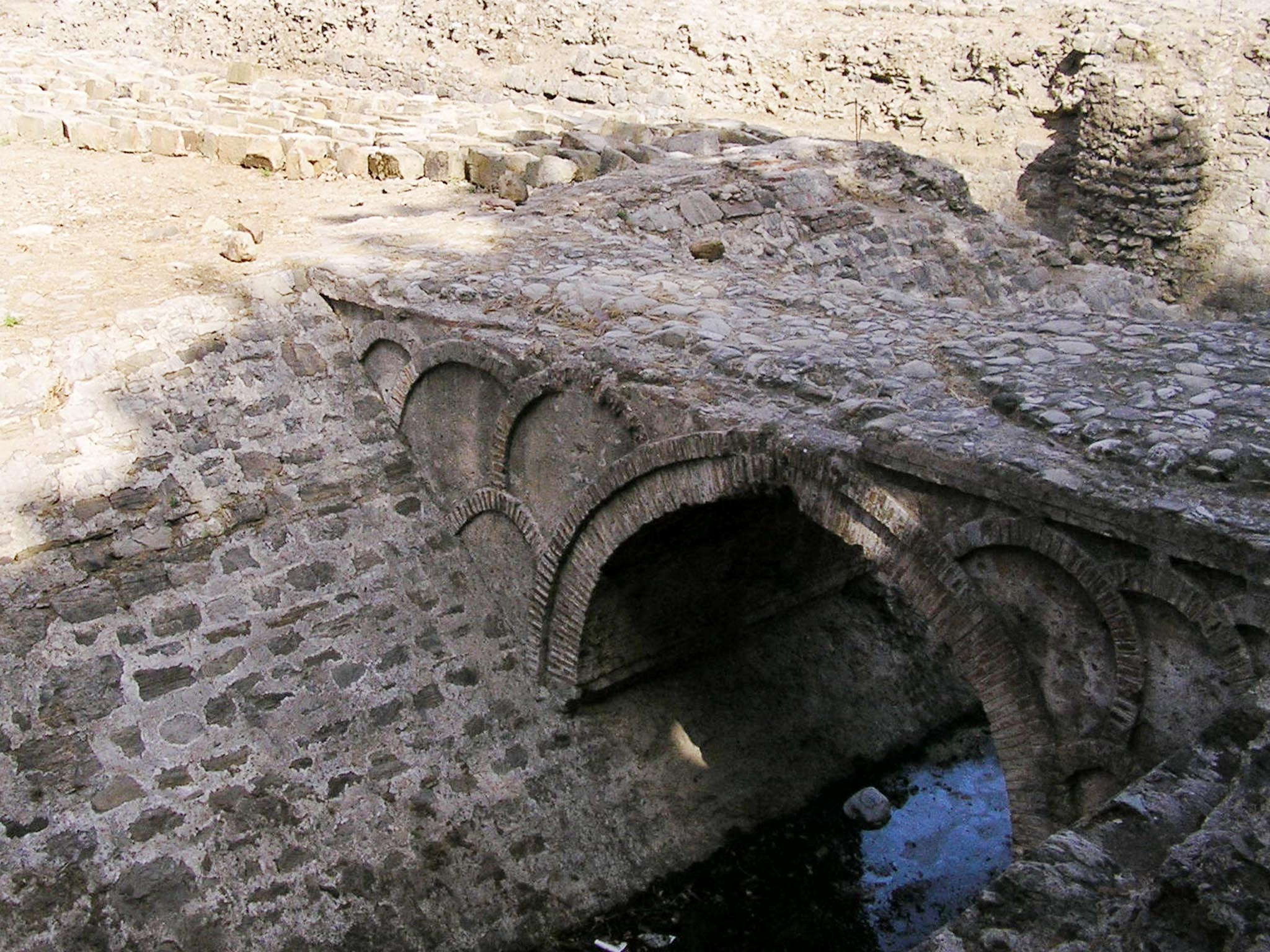
Puente de acceso a la Villa Nueva.

La historia de Algeciras comienza con los primeros asentamientos paleolíticos al aire libre. Durante la Antigüedad, sus identidades más relevantes son la ciudad romana de Iulia Traducta, importante centro comercial, y la ciudad de Al-Yazira al-Jadra, la primera de las fundadas en la península por los árabes. Posteriormente, y tras trescientos años de abandono de la zona, se refunda en 1704 una nueva ciudad de Algeciras.
Lo más destacable de su historia es el continuo proceso de construcción y destrucción de los distintos asentamientos que la han representado; así, la ciudad habría sido, al menos, tres veces abandonada y destruida: en el paso de la ocupación cartaginesa a la romana, de la bizantina a la musulmana y de esta a la ocupación española en la Edad Moderna.
Por otro lado, durante la Edad Media, la época de mayor esplendor de la ciudad, habría sufrido también, al menos, cuatro asedios de importancia.
Su historia pone, por tanto, de manifiesto la importancia estratégica y cultural que Algeciras ha tenido a lo largo de los siglos, siendo en este aspecto una de las ciudades que mayor impronta ha dejado en la historia de España. En la actualidad, con apenas trescientos años de historia moderna tras su repoblación, Algeciras es el principal puerto de España y una de las ciudades más pobladas y de mayor crecimiento de Andalucía.

## Prehistoria

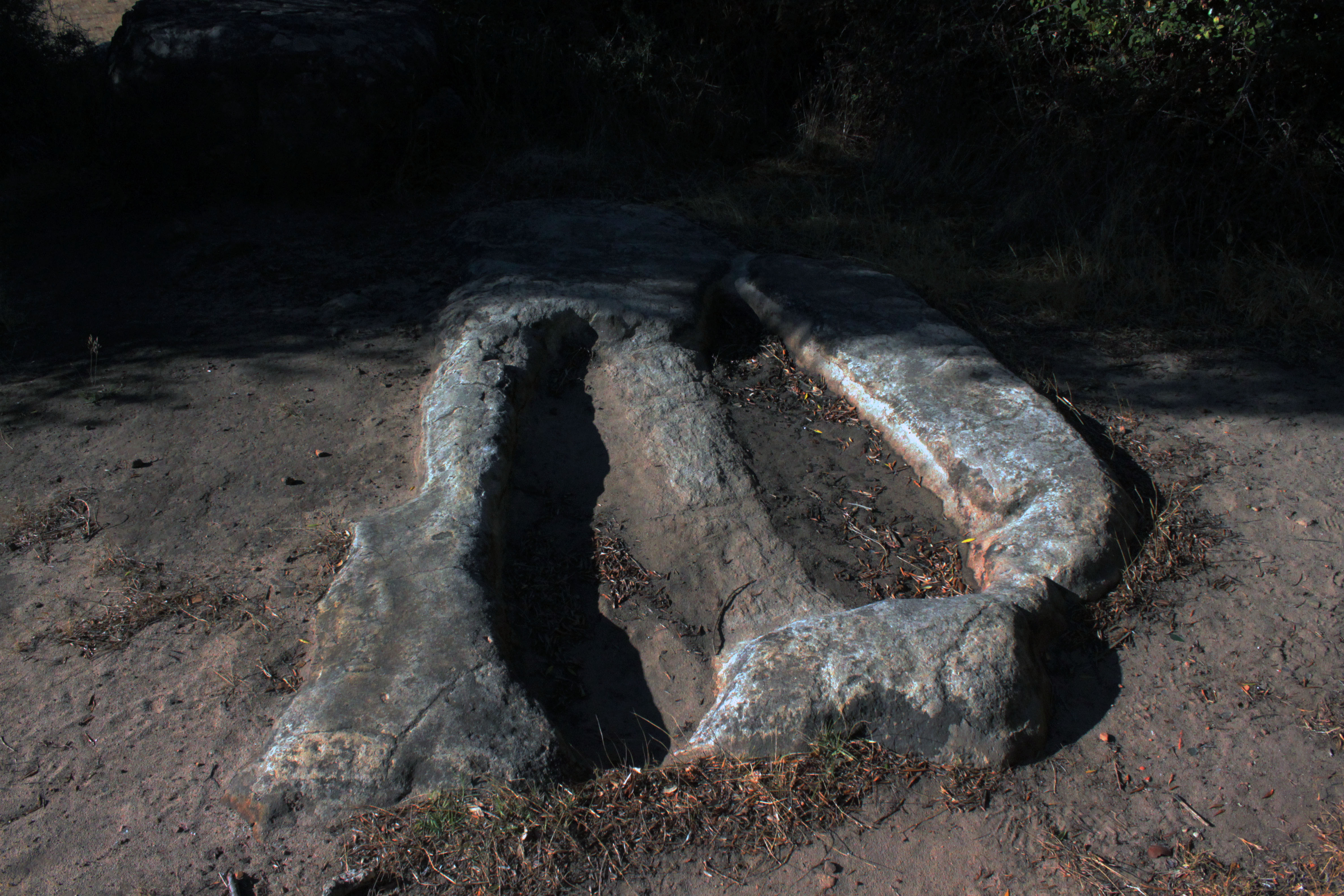
Tumbas excavadas en la roca en el paraje denominado Llano de las tumbas.

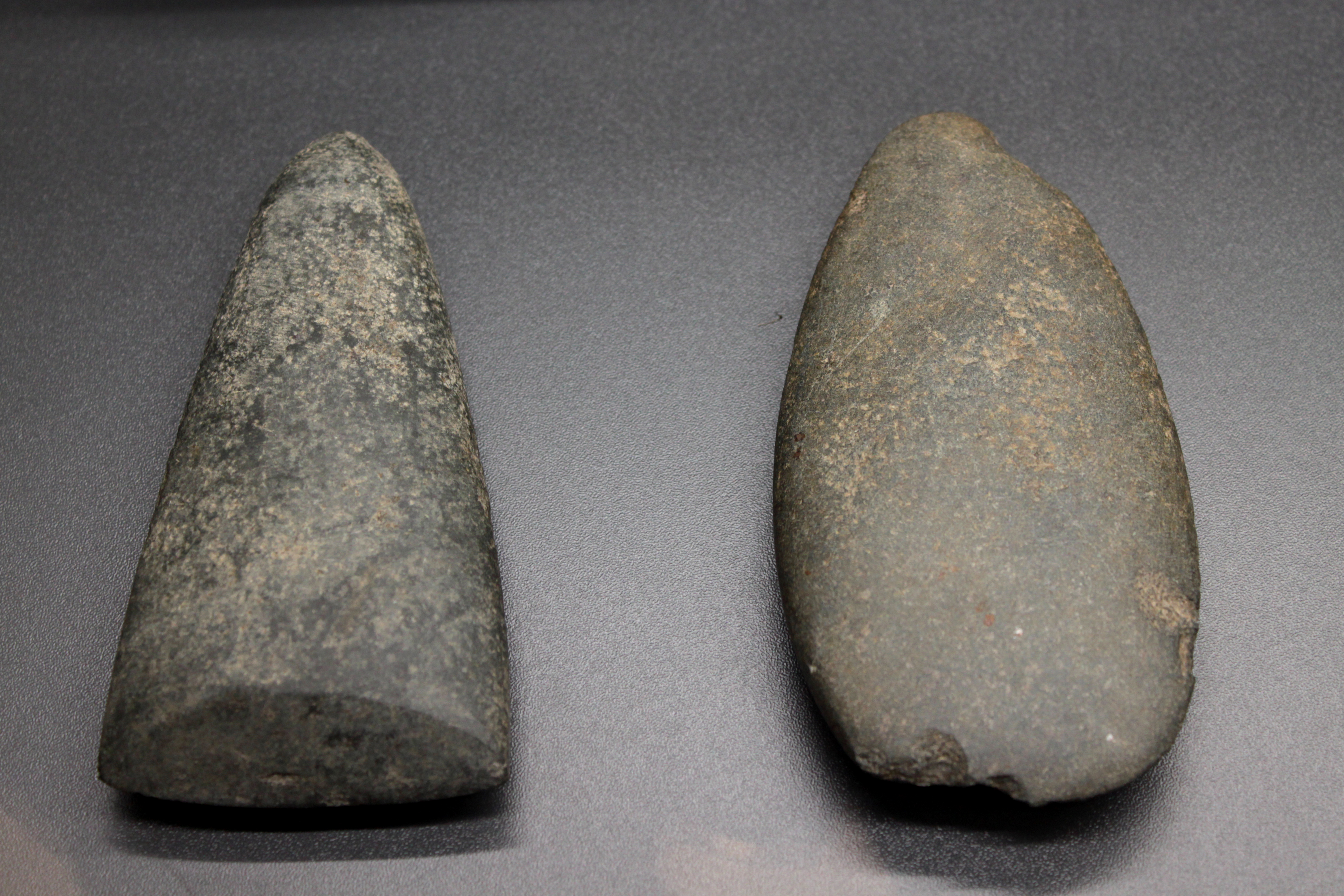
Hachas pulimentadas de la Edad de Bronce/Calcolítico del yacimiento de la garganta del río de la Miel.

Son numerosos los útiles líticos localizados, algunos de ellos en la Villa Nueva de la ciudad. Destaca el yacimiento del embarcadero del río Palmones, localizado en 1994, que ha suministrado numerosos útiles de sílex y protocuarcita perteneciente al periodo achelense, así como el yacimiento localizado en los alrededores de la ensenada de Getares.
La presencia del hombre de Neandertal en la orilla norte del estrecho de Gibraltar está constatada en el registro paleontológico por el hallazgo de varios restos en varias cuevas del peñón de Gibraltar. En el término municipal de Algeciras ha aparecido un único resto aislado de industria lítica asociada al Homo neandertalensis en los alrededores del arroyo de El Saladillo que permitiría situar en la región grupos de cazadores recolectores pertenecientes a esta especie humana.
La mayor parte de los yacimientos prehistóricos de la zona pertenecen al Paleolítico y Neolítico. También destacan varios bifaces de la zona de Torrealmirante datados en el periodo Solutrense y en Punta Carnero pertenecientes todos ellos a sociedades de cazadores-recolectores.
En los alrededores de la ciudad, en un área que comprende el Campo de Gibraltar y regiones limítrofes, se encuentran multitud de abrigos con pinturas rupestres que abarcan desde el paleolítico hasta época tardorromana. Se enmarcan estas representaciones en lo que ha venido a llamarse Arte sureño, término que engloba gran cantidad de estilos desde el figurativo del Paleolítico hasta un refinado estilo esquemático interpretado como de la Edad del Bronce final.
Debido al pequeño término municipal que posee Algeciras y a las condiciones de humedad y vientos constantes de las sierras que degradan las pinturas no se ha localizado aún ninguno de estos abrigos rupestres en él aunque sí es posible encontrar ejemplos de tumbas excavadas en piedra similares a otras de la zona, normalmente asociados a pinturas o a santuarios. De esta manera destaca el llamado Llano de las Tumbas en la Huerta de la Pilas de la barriada de la Granja, en el Cortijo de San Bernabé o el Cortijo de la Joya.
Estos hallazgos no permiten hablar de ninguna manera de asentamientos en la ciudad ya que no se ha localizado ninguna construcción anterior al siglo I pero queda comprobado que el ser humano pobló estas zonas desde muy temprano.

## Edad Antigua

### Época púnica

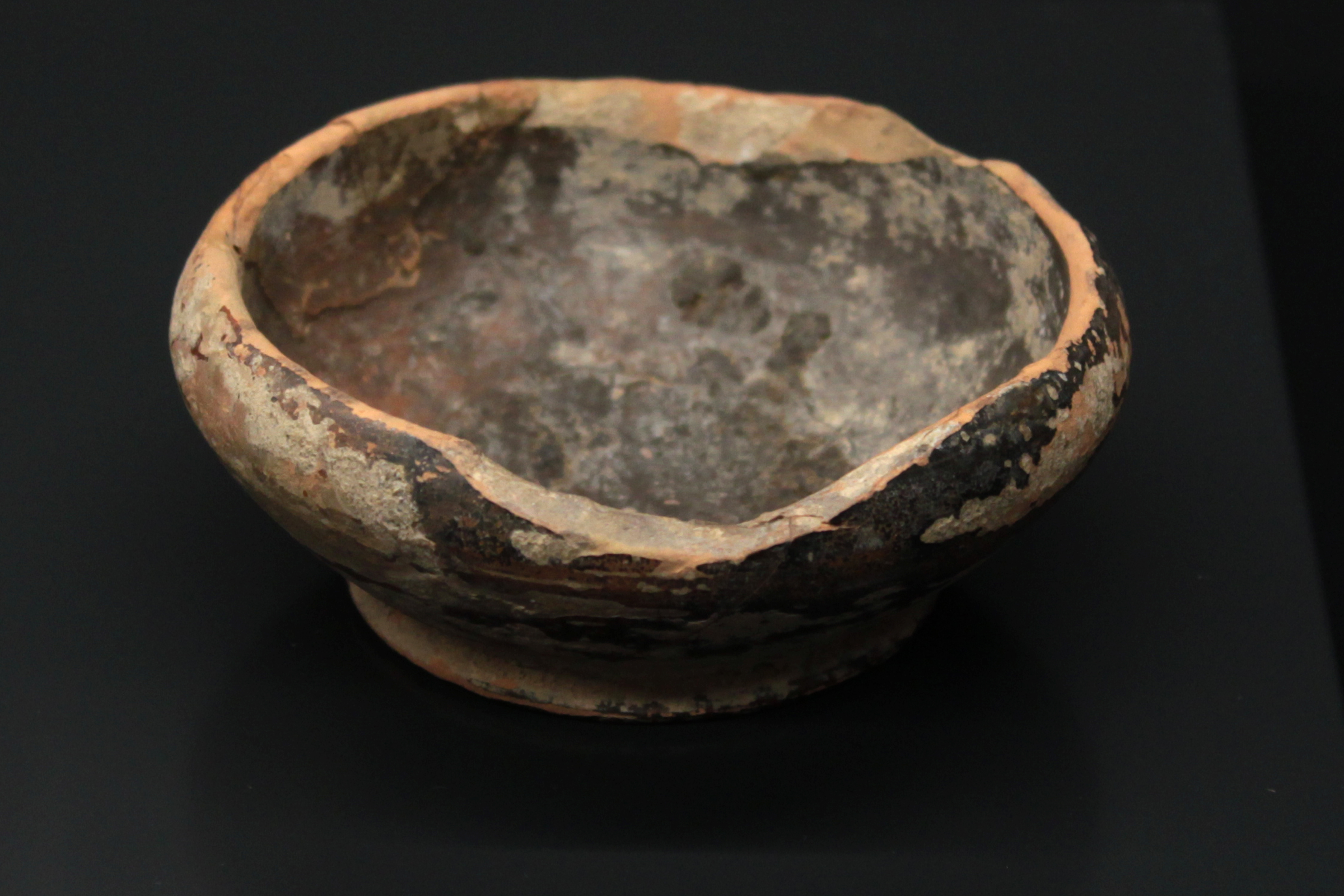
Cuenco ático correspondiente a entre los siglos IV y III a. C. localizado en un yacimiento de la Calle Baluarte de Algeciras.

La importancia de la vecina ciudad de Carteia en el mundo cartaginés desde su fundación en el siglo IV a. C. y sobre todo su pujanza económica como escala en la vía marítima que unía las ciudades de Malaka y Gades ha eclipsado en las fuentes cualquier referencia de la época a otra localidad en la bahía de Algeciras.
La arqueología actual utiliza los patrones de asentamiento fenicio-púnicos, tremendamente constantes para localizar nuevos emplazamientos. De este modo es conocido que estos pueblos elegían cuidadosamente los lugares en los que construir puertos de escala e incluso ciudades. De esta manera casi sin excepción se buscaba un promontorio cercano a la costa, fácilmente defendible por tierra y por mar y con agua corriente cercana, hoy día las excavaciones en lugares que reúnan estas características han aportado numerosos yacimientos ignorados por las fuentes escritas.
En este contexto se localizó el yacimiento púnico de Cala Arenas y otros de menor entidad aún en estudio en el término municipal de Algeciras. Este hito en la costa hacia poniente se interpreta como lugar de avituallamiento y escala antes o después de atravesar el peligroso paso del estrecho de Gibraltar.
Es muy probable, y así lo atestiguan diversos hallazgos fortuitos de cerámica ática en la Villa Nueva de la ciudad, que existiera una pequeña urbe o puerto en el centro urbano de Algeciras al menos desde el siglo V a. C., origen de la posterior ciudad romana de Iulia Traducta. Algunos expertos consideran también la posibilidad de que existiera un asentamiento, puede que un templo a Melkart en la Isla Verde, a unos metros de la desembocadura del río de la Miel.

### Época romana

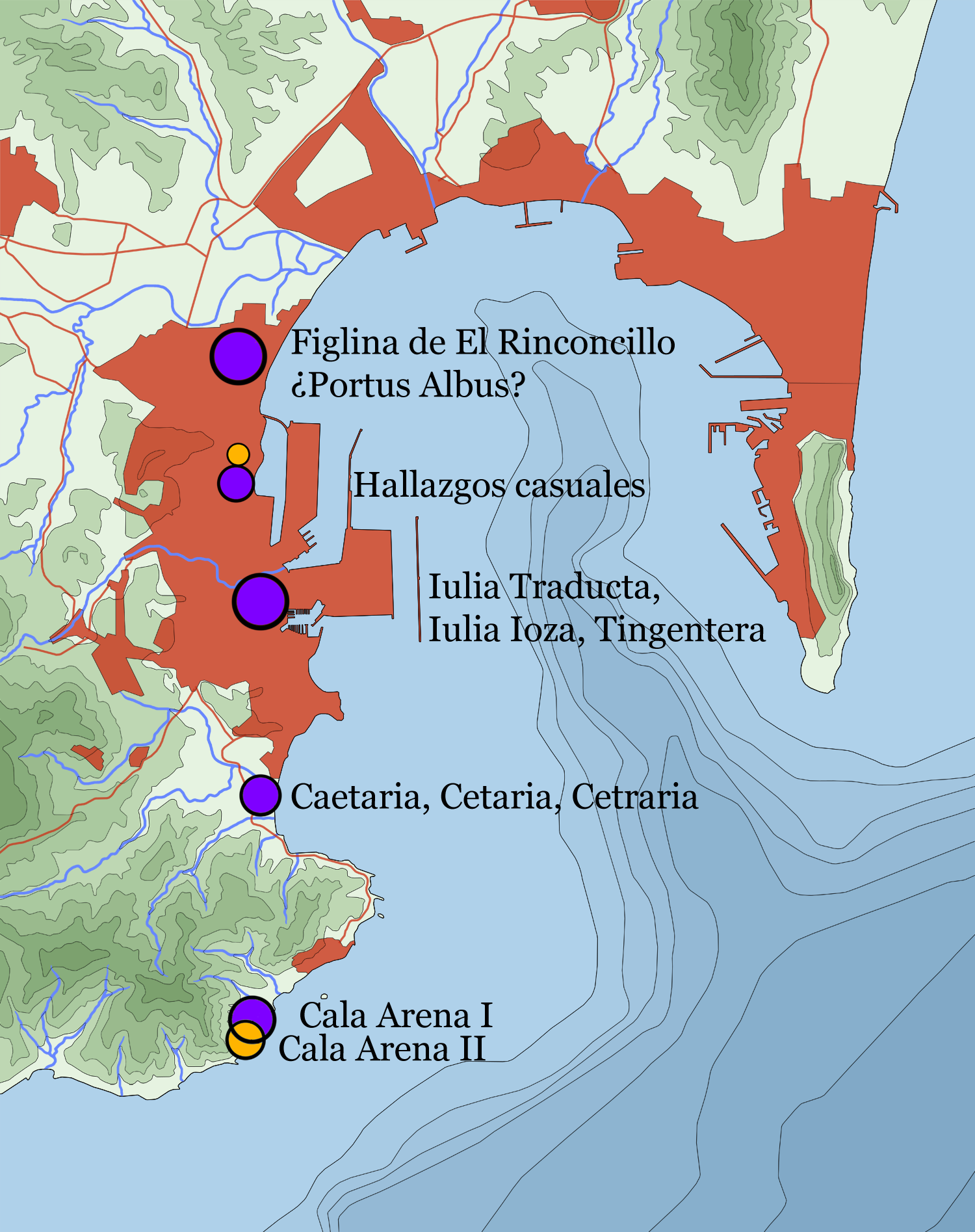
Localización de los yacimientos púnicos, en naranja, y romanos, violeta, en el término municipal de Algeciras.

Combinando las fuentes clásicas y el registro arqueológico se han localizado un total de tres asentamientos romanos en la ciudad. La interpretación de los yacimientos con los nombres dados por geógrafos de la época es un tema de discusión entre los expertos; existen tres topónimos conocido de esta época, Iulia Traducta, Caetaria y Portus Albus, localizados con más o menos dudas en tres zonas diferentes de la ciudad, así:

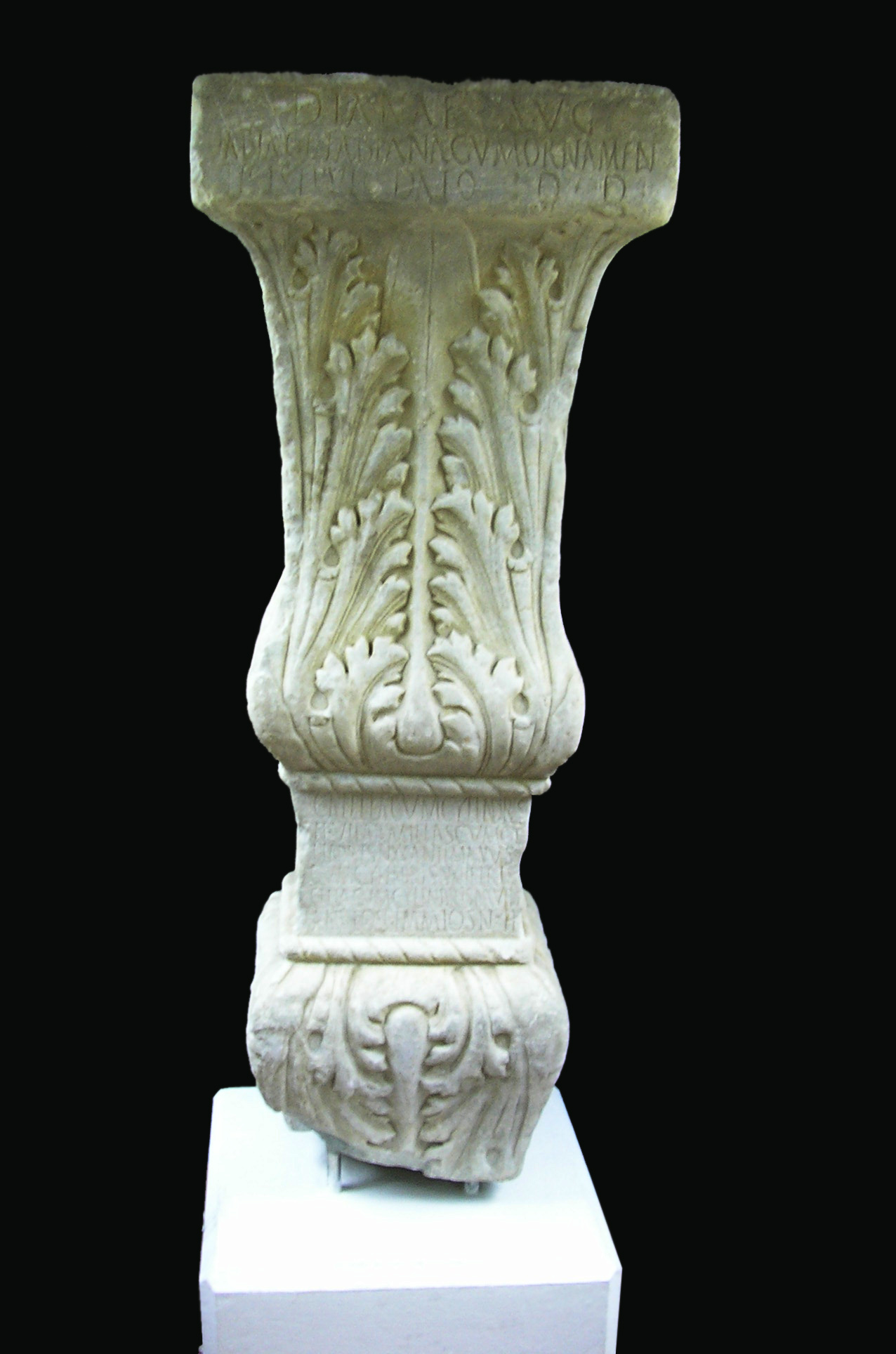
Pedestal dedicado a la diosa Diana localizado en la actual Villa Nueva de Algeciras y datado en el.

- Bajo lo que hoy es el Hotel Reina Cristina, en la Villa Vieja, se sitúa hoy día a Iulia Traducta. Varios historiadores interpretaron en el pasado que esta ciudad no podía pertenecer a la actual Algeciras sobre todo por la ausencia total de restos romanos en ella. Sin embargo desde hace varios años diversos hallazgos han permitido cambiar estas aseveraciones. De este modo a mediados del siglo XX se localizaron varias construcciones romanas, restos del alcantarillado y basas de columnas bajo el citado hotel en lo que se interpreta como la acrópolis de la ciudad. Junto a ella se encuentra el complejo industrial para la elaboración de garum de la factoría romana de salazones en la calle actual de San Nicolás, datado en el siglo I, y formado por varias pequeñas fábricas independientes de mayor o menos tamaño dentro de un edificio o recinto que cerraría un barrio industrial.[9] El puerto se suele localizar en el estuario del río de la Miel, donde también se encontraba en la Edad Media hasta su colmatación. Suele hablarse de un barrio asociado al puerto en la zona baja de la Villa Nueva en zonas aluviales como explicación a los yacimientos puntuales del siglo I localizados allí. Según las crónicas la ciudad fue poblada en época romana con población procedente de Tingis (Tánger) y de Zilis, como medida de castigo a esta ciudad norteafricana por las insurrecciones contra el imperio que habían protagonizado, de ahí procede el nombre de Iulia Traducta.[10] También se llamó Iulia Ioza, Ioza es un vocablo púnico que significaría transportada, igual que traducta dualidad obvia si se piensa que los ciudadanos norteafricanos que vivían en la ciudad mantendrían su lengua propia. También es llamada por Pomponio Mela Tingentera, o Tingis Altera, la otra Tánger según algunos historiadores.[11]
- En la ensenada de Getares, a escasos veinte metros de la costa, se han localizados restos de construcciones y piletas para la fabricación de garum. Además de estas estructuras la toponimia nos permite situar aquí la ciudad de Caetaria, Cetaria o Cetraria, nombre procedente etimológicamente de ketothereía o lugar de cetáceos, y de donde procedería el actual topónimo de Getares, documentado como Xetares en la crónica rimada de Alfonso XI de Castilla en el siglo XIV. Los restos arqueológicos permiten datar los restos de Cetaria en el periodo del siglo I al V, momento este último en el que la industria pesquera de la zona debió entrar en una profunda crisis probablemente debida a las numerosas incursiones bárbaras que azotaron la región.
- Al norte de la ciudad, junto a la playa de El Rinconcillo,[12] se encontraron en los años 1960 restos de dos hornos de fabricación de ánforas pertenecientes a un complejo industrial del que años más tarde debido a una obras particulares se añadieron al menos dos alfares más. En esta zona norte se piensa hoy que pudo encontrarse la ciudad de Portus Albus, nombrada en el Itinerario Antonino como una mansión a seis millas de Carteia, o algún pequeño poblado cuya economía se basaba en la pesca y la obtención de sal (pues a mediados del siglo XX se habían descubierto estructuras de canalizaciones para salinas), industria complementaria a las ya citadas de fabricación de garum de Iulia Traducta y Cetaria.

## Edad Media

### Los pueblos bárbaros y Bizancio
Durante los últimos años del Imperio romano de Occidente las incursiones bárbaras llegaron a la región del Estrecho. Los mauritanos en 172 al 175 durante el gobierno de Marco Aurelio y en el periodo 193 al 211 con Septimio Severo asolaron la zona. En 280 siendo emperador Galieno se produjo el paso de suevos, germanos y francos. En 429 los vándalos, en un número de 80 000 según las fuentes de la época, pasaron el estrecho de Gibraltar para asentarse en los territorios de la antigua Cartago. Uno de los puertos utilizados fue el de Iulia Traducta pero también el de Carteia. Según las crónicas antes de pasar a África apresaron todas las embarcaciones que encontraron en el lugar, se aprovisionaron de víveres y destruyeron aquellas instalaciones que pudieran representar un futuro peligro en forma de nueva invasión, especialmente el puerto y las atarazanas. No existe apenas evidencia arqueológica de esta época lo que induce a pensar que la zona quedó prácticamente despoblada durante al menos dos siglos. La zona sur de Hispania fue controlada por los suevos hasta la llegada de los visigodos en 454.
El control godo en la franja sur de la península se mantiene hasta 557 cuando el Imperio bizantino ocupó la región en su intento por recuperar el antiguo Imperio Romano de Occidente. La presencia en la ciudad fue escasa y se conservan referencias arqueológicas como el hallazgo de un cementerio visigodo-bizantino en la Villa Vieja de la ciudad, y de un cáliz bizantino en el entorno de la posterior Mezquita aljama (las fuentes árabes posteriores indican que en ese lugar se edificó una mezquita sobre una iglesia preexistente), también en la Villa Vieja. De todas maneras la presencia bizantina en esta zona de Andalucía fue muy limitada. Los bizantinos se mantienen en la región hasta 622, año en el que vuelven a controlar la zona los visigodos.

### Época árabe y fundación de la ciudad

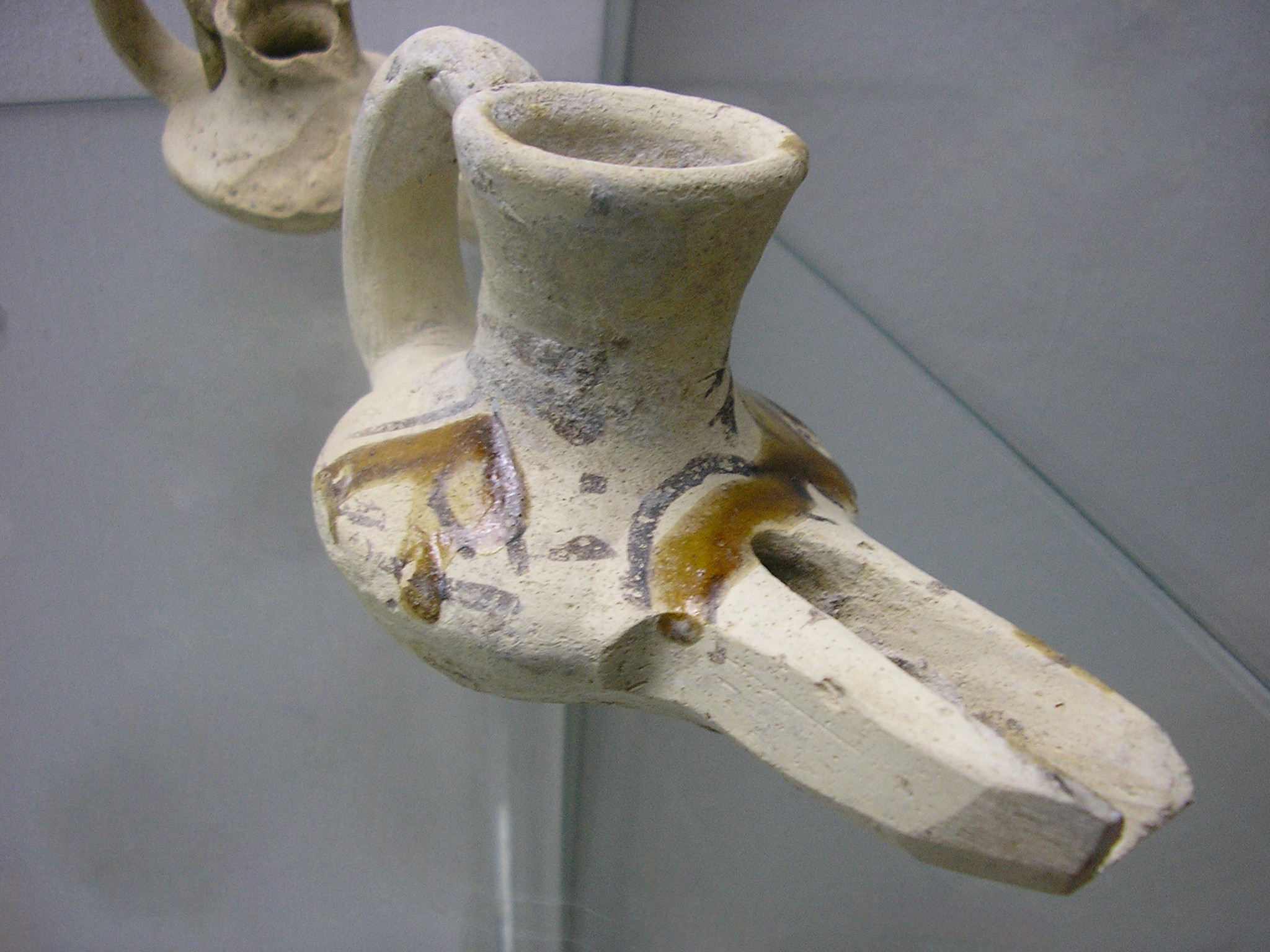
Candil árabe localizado en Algeciras.

En 711 las tropas árabes comandadas por Tarik desembarcaron en la península ibérica y, tras ocupar el peñón de Gibraltar (Ghebel Tarik o Monte de Tarik) y la ciudad de Carteia, llegaron junto a la ciudad de Algeciras. Aquí establecieron una base en la Isla Verde quedando un pequeño destacamento y la favorita de Tarik llamada Umm Hakim, que dio nombre al lugar (Al Yazirat Umm Hakim o isla de Humm Hakim). Tras las primeras jornadas de las tropas en la península y después de constatar la escasa oposición de los hispanos el campamento se trasladó a tierra, y con el nombre de Al-Yazirat Al-Hadra, la Isla Verde, establecieron las bases de la nueva ciudad.
Desde su fundación fue ciudad fundamental para la causa musulmana al constituirse como principal puerta de entrada a Europa desde África y pronto la ciudad vio crecer su número de habitantes principalmente con soldados árabes de paso para la guerra.
La ciudad fue escenario de las revueltas bereberes durante la segunda mitad del siglo VIII, de ese modo en 741 el emir de al-Ándalus pidió ayuda al noble sirio de nombre Balch para sofocar una revuelta de bereberes contra el poder central. Estas insurrecciones tuvieron lugar por el incumplimiento de los acuerdos por los cuales los bereberes debían recibir lotes de tierra con los que establecerse en la península. El noble trajo consigo unos 6500 soldados a través del puerto de al-Yazirat, el emir de al-Ándalus pidió que quedaran en la ciudad los principales nobles como garantía de que el sirio no iba a ocupar tierra alguna sino simplemente ayudar en la lucha. Una vez terminada esta supo Balch que sus nobles no habían sido bien tratados durante su reclusión en la ciudad y marchó hacia Córdoba donde mató al emir.

### Emirato de Córdoba

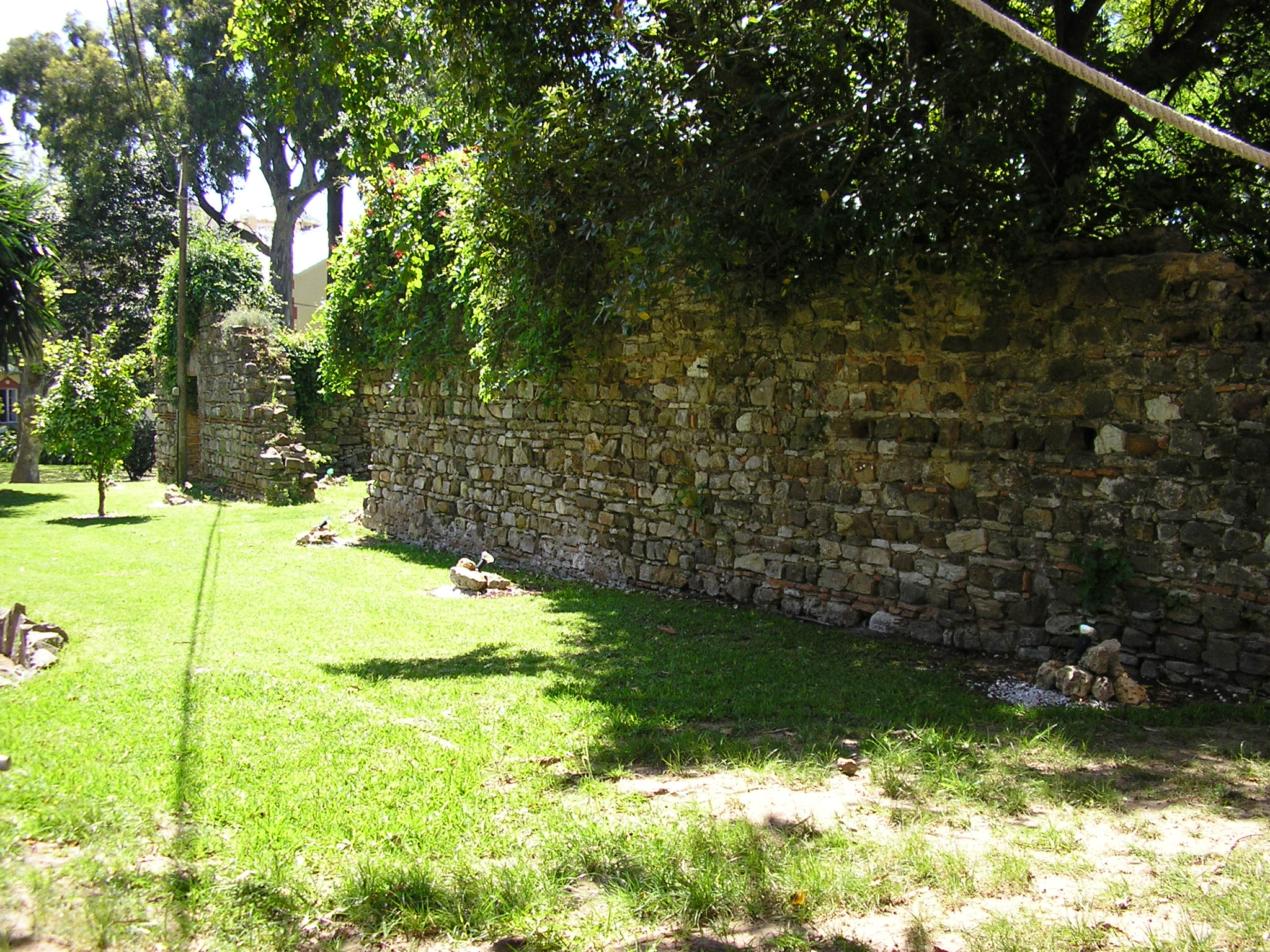
La mezquita Aljama de Al-Yazírat al-Jadra obra de Abd-Allah ben Jálid en tiempos de Abderramán I, fue incendiada y destruida por los vikingos en 859. Este hecho llenó de ira a los yaziríes que cargaron contra los invasores y los hicieron huir; con la madera de uno de los barcos capturados se hicieron las nuevas puertas de la mezquita reconstruida.

En 755 llegó a al-Ándalus el príncipe omeya Abderramán para proclamarse emir independiente del país. Abderramán I edificó en la ciudad la mezquita Aljama, obra de Abd-Allah ben Jálid. En los años sucesivos se produjeron numerosos levantamientos bereberes en las serranías del sur de al-Ándalus, de este modo varios walíes de la ciudad se enfrentaron al poder central llegando incluso uno de ellos, Rizq ben al-Numán a tomar la ciudad de Sevilla en 760.
En algún momento no identificado por las fuentes del año 859 tropas vikingas a bordo de 62 drakkars al mando de los caudillos Hasting y Björn Ragnarsson asediaron la ciudad durante tres días y la asaltaron. Tras saquear las casas de los notables incendiaron la mezquita Aljama y la mezquita de las Banderas. Reorganizados en las inmediaciones de la medina los yaziríes consiguieron recuperar la ciudad y hacer huir a los invasores capturando dos de sus barcos. En los años siguientes se reconstruirán las mezquitas, para cuyas puertas se empleó la madera de los drakkars capturados y las murallas.
En el año 879 se sublevó en la ciudad Yahyá al-Yazirí como parte de las revueltas que por esa época protagonizaron muladíes y mozárabes en contra de los altos tributos a que el emir de Córdoba obligaba a pagar. El fin de estas insurrecciones era crear un estado independiente en las serranías penibéticas. Muhámmad I envió a la ciudad a Háshim Ibn Al-Aziz con un ejército que sometió a Al-Yazirí y lo llevó a Córdoba. Pero serían otros disidentes los que pondrían en jaque al emir. Los algecireños Lope Ibn Mandaril y Ben Abi Azara se unieron al poderoso caudillo rebelde de las sierras malagueñas, Omar ibn Hafsún, en contra del poder califal.

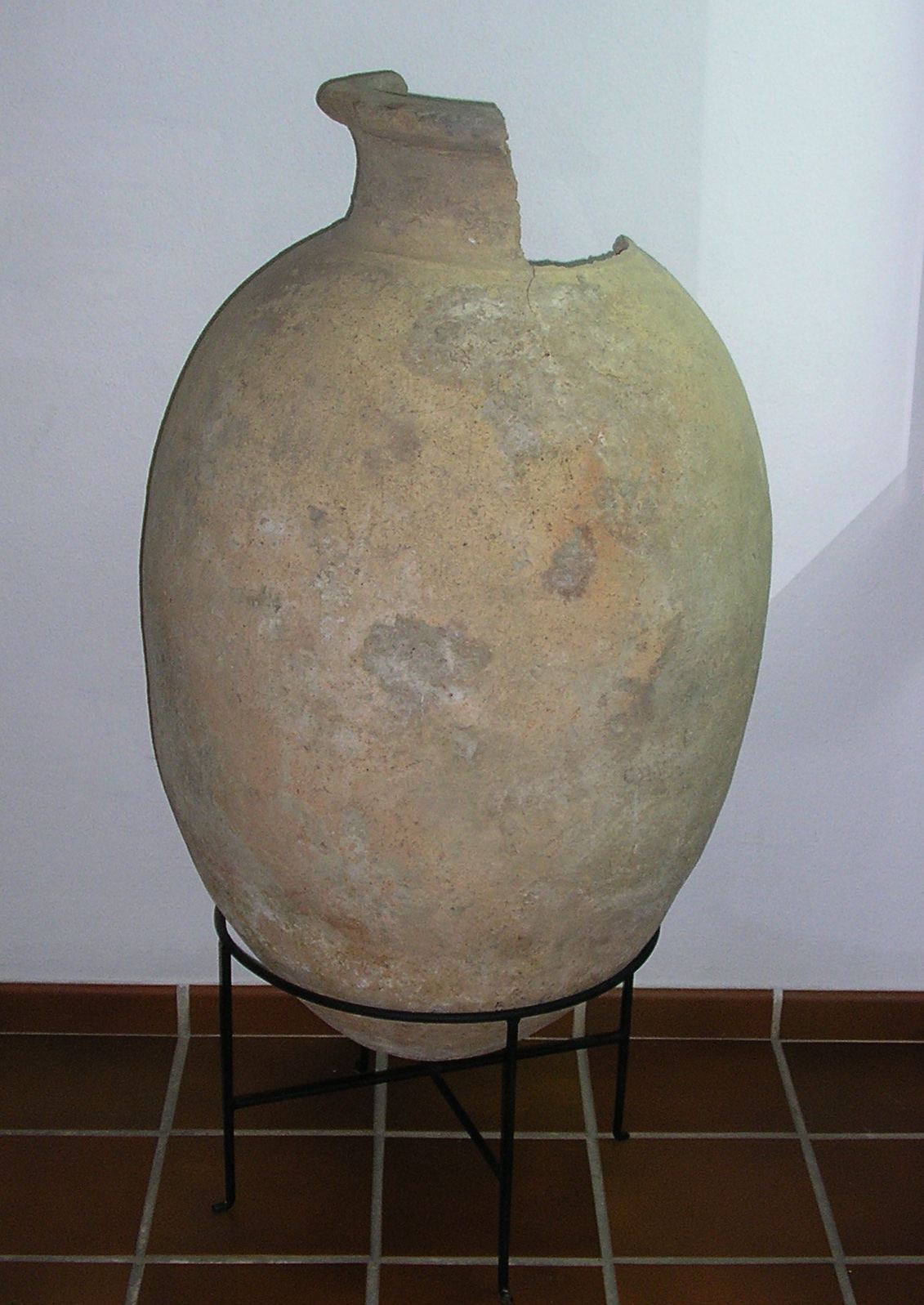
Tinaja árabe localizada en la Villa Nueva de la Ciudad.

Aunque desde Córdoba se nombraban gobernadores fieles al emirato en la ciudad en los castillos de la sierra las insurrecciones eran constantes. Esta situación se mantuvo hasta 888 cuando la ciudad de Algeciras se sublevó contra el emir y expulsaron al gobernador. Desde ese momento Hafsún comenzó a utilizar el puerto de la ciudad para comerciar con el Magreb. En los años sucesivos la ciudad pasó de un bando a otro. Cuando Abderramán III llegó al poder en 914 una gran parte del sur de al-Ándalus no reconoció su autoridad por lo que decidió atacar con su ejército los castillos de la serranía de Ronda y entró en Algeciras donde emplazó su base de operaciones y construyó unas atarazanas para reparar los barcos capturados a Hafsún. Es desde esta ciudad desde donde mandó el ataque final contra Omar que murió en el castillo de Bobastro; unos años después Abderramán pacificó definitivamente su reino y se nombró califa.

### Califato de Córdoba

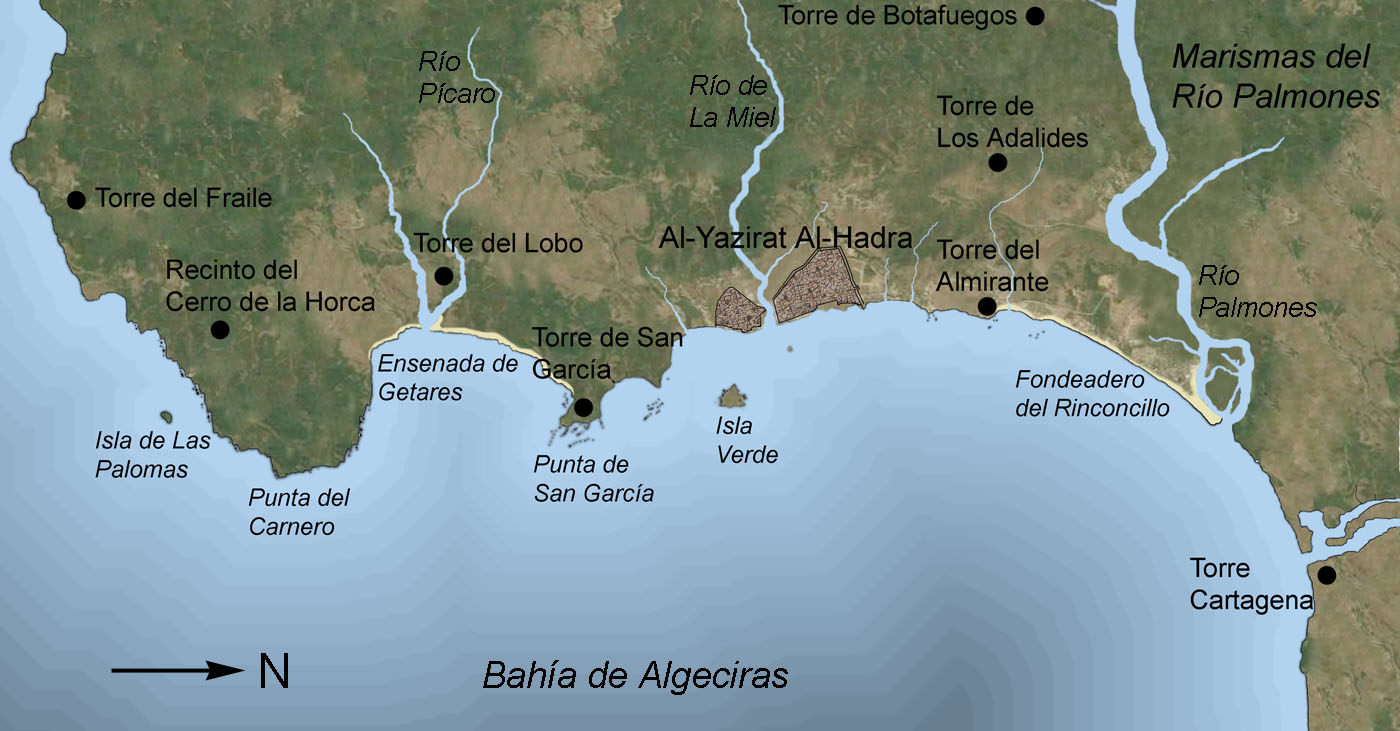
Mapa indicativo de las torres almenaras y fortificaciones en el entorno de Al-Yazírat al-Jadra.

A Abderramán III le sucedió Alhakén II y a este su hijo Hisham II, que al ser menor de edad nombró al frente del gobierno a su primer ministro Muhámmad Ibn Abi Amir Al-Maafirí nacido en una villa cercana a Algeciras y perteneciente a su Kora o provincia y conocido por todos como Al-Mansur o Almanzor ("el victorioso de Dios"). Almanzor organizó un vasto ejército con el que se dedicó a atacar plazas castellanas bien para recuperar territorio perdido o bien para conseguir botín con los que financiar los carísimos proyectos de Córdoba. Trajo bereberes y eslavos que junto a los andalusíes reclutados destruyeron las ciudades de León, Barcelona y Santiago de Compostela, además de otras innumerables ciudades de las que tomó botín. Almanzor dedicó gran parte de sus esfuerzos a promover la cultura y perseguir a los fanáticos Alfaquíes, amplió la mezquita de Córdoba y construyó la ciudad de Medina Azahira similar a la construida anteriormente Medina Azahara. En 1002 emprendió su última campaña, la batalla de Calatañazor, que acabó en tablas entre musulmanes y cristianos pero en la que Almanzor resultó herido; la herida no fue grave pero se complicó debido a una infección y Almanzor murió el 10 de agosto en el castillo de Medinaceli entre fiebres y sin haber perdido una sola batalla.

### Reinos Taifas, almorávides y almohades
Muerto Almanzor en 1002, el Califato se desmembró en multitud de Reinos Taifas. En el año 1010 un ejército de bereberes procedentes de Córdoba se enfrentó en las cercanías de la ciudad a las tropas del poder central, derrotándolas y entrando en la ciudad. Allí mataron a todos los varones y apresaron a los niños y mujeres. Cuando Sulaimán al-Mustaín llegó al trono de Córdoba y repartió los territorios entre sus aliados entregó la Cora de Algeciras a al-Qásim formándose de este modo el Reino Taifa de Algeciras. Este señor de Algeciras fue llamado a ocupar el trono de Córdoba hasta que fue asesinado por Idrís I, su sobrino, que marchó sobre Algeciras, anexionándola a su reino. Sin embargo años más tarde los hijos de al-Qásim apoyados por tropas leales a su padre tomaron de nuevo la ciudad proclamando el reino hammudí de Algeciras. Éste fue gobernado por Muhámmad al-Qásim, hijo del asesinado, quien mantuvo una política de apoyo a los diferentes territorios hammudíes que socavaban la exigua economía de su propia taifa. A Muhámmad al-Qásim le sucedió en 1049 su hijo Al-Qásim ben Muhámmad quien vio como el reino de Sevilla de Al-Mutámid iba tomando las taifas de Ronda, Morón, Arcos y Jerez acercándose peligrosamente a su reino. La ciudad de Algeciras finalmente fue cercada en 1055 por tierra y mar hasta caer finalmente ante las tropas sevillanas.

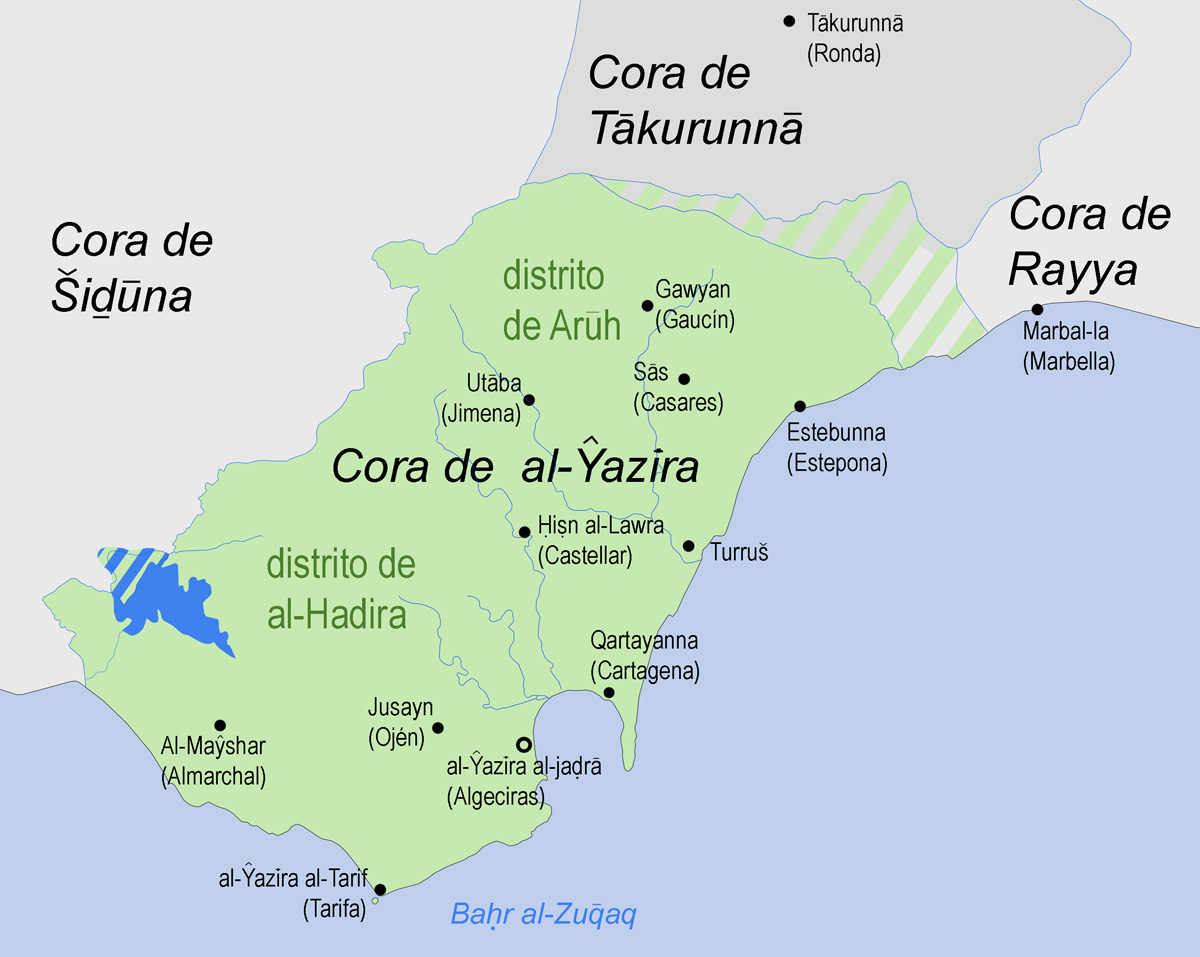
La extensión del reino Taifa de Algeciras se correspondía con el de la antigua cora o provincia de Al-Yazírat.

Al-Mutámid de Sevilla tuvo que pedir ayuda a los almorávides de Yúsuf ibn Tasufín en 1085 para poder hacer frente al rey de León Alfonso VI que hacía peligrar las fronteras septentrionales de al-Ándalus.
Una de la promesas hechas por el sevillano a Yúsuf era que le entregaría la ciudad de Algeciras previa evacuación de sus ciudadanos. Sin embargo pasaba el tiempo y esto no acababa de cumplirse; viendo el norteafricano que el rey de Sevilla no le entregaba la ciudad desembarcó por la noche en las atarazanas con parte de su tropa y mandó rodear la ciudad al resto. Viendo el rey de Sevilla que era imposible mantener la plaza mandó al gobernador de la ciudad, su propio hijo, que saliera de ella.
Una vez Algeciras en manos de Yúsuf, sirvió como base de operaciones de los norteafricanos para la conquista de los diferentes reinos andalusíes, así cayó Sevilla o Granada. El reinado de los almorávides nunca fue popular y los algecireños entregaron la ciudad a los almohades en 1147 por descontento con sus anteriores gobernantes. Desde ella emprendieron la conquista de al-Ándalus, unificándola bajo una concepción férrea de la fe de Mahoma hasta ser derrotados en 1212 en la batalla de las Navas de Tolosa, momento este que marcó el rápido declive de los almohades, hasta que en 1231 Algeciras se levantó contra ellos apoyando a Ibn Hud que desde Murcia aspiraba a restaurar los antiguos reinos Taifa.

### La etapa meriní y la conquista de Alfonso XI

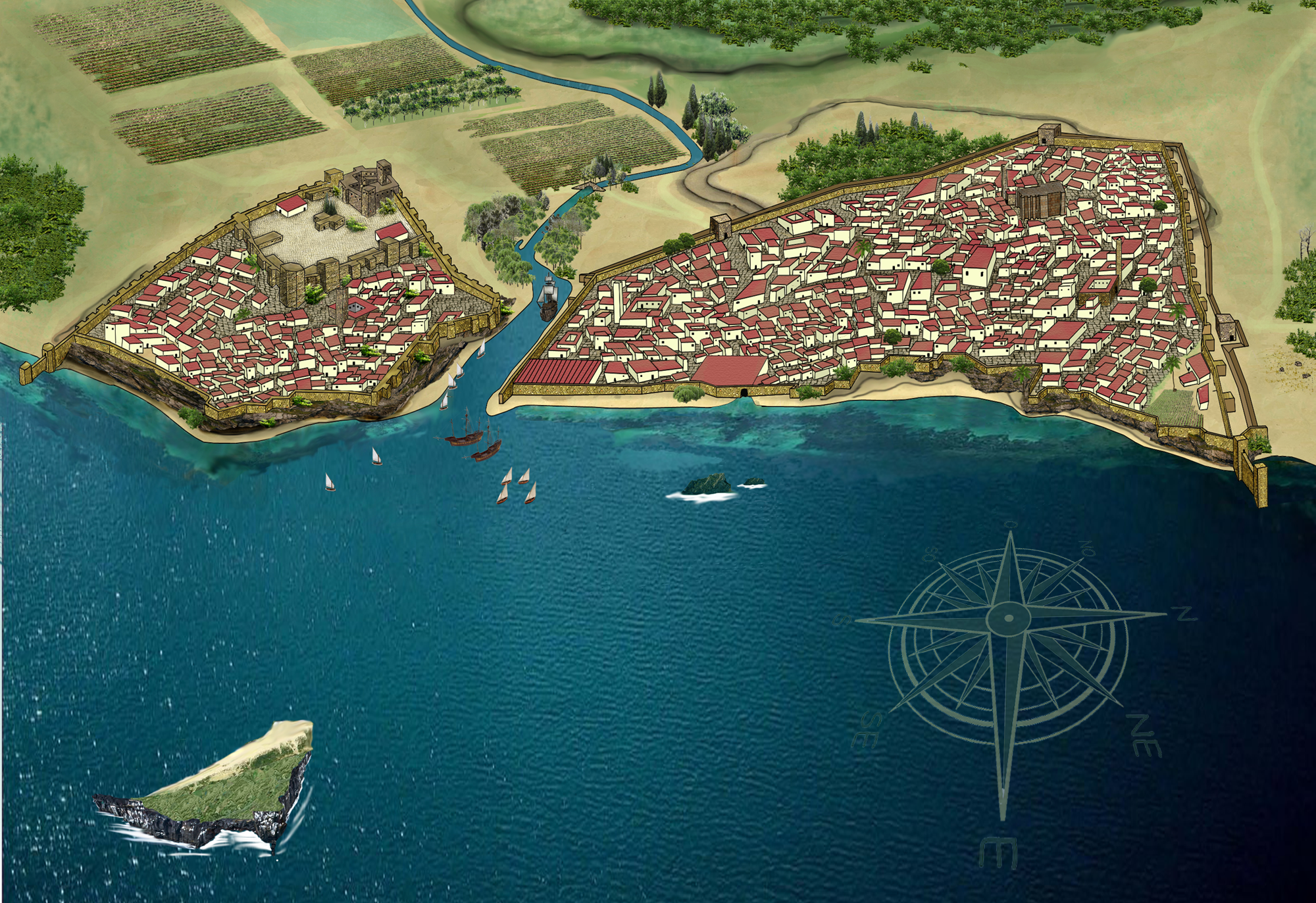
Recreación ideal de la ciudad árabe, a la izquierda la Villa Nueva meriní y a la derecha la Villa Vieja andalusí. Entre ambas el río de la Miel con el puerto en su desembocadura.

A mediados del siglo XIII se fundó el reino nazarí de Granada que abarcaba desde Almería hasta Algeciras. Ante el avance castellano, los granadinos pidieron ayuda a los benimerines del norte de África que desembarcaron en Algeciras en 1275 con 17 000 caballeros. Ocuparon la ciudad y el territorio circundante con el permiso del rey de Granada y con la condición de defender la frontera, convirtiendo así la ciudad en la capital de sus dominios europeos.
Ante la amenaza meriní en 1278 Alfonso X llegó a la ciudad con la intención de tomarla. Bloqueó su puerto y ordenó al infante don Pedro que hiciera lo mismo por tierra. El asedio fue largo y duro y desde una colina cercana a la medina, los castellanos pasaron penurias durante más de un año mientras los algecireños eran reforzados por mar desde la cercana ibralar. Transcurrido este tiempo el emir Abu Yusuf mandó a su escuadra que derrota a la cristiana y manda degollar a todos los soldados. En el lado castellano el infante don Pedro se dio cuenta de que no podría mantener el cerco y abandonó el campamento con sus hombres. Viendo Yusuf que desde el lugar donde se habían asentado los cristianos se podría hacer mucho daño a la ciudad en el futuro mandó edificar allí una nueva villa conocida cono al-Binyia o Villa Nueva en las crónicas cristianas. La construcción de esta villa finalizó en 1285 y constaba de una fuerte muralla con foso y cuatro puertas monumentales, alcázar y mezquita mayor y estaba separada de la Villa Vieja o Al-Madina por el río de la Miel.  En 1294 los granadinos recuperaron Algeciras y Gibraltar a los meriníes; sin embargo el 30 de julio de 1309 Fernando IV puso cerco terrestre a Algeciras con la ayuda de Fez, mientras la Corona de Aragón puso cerco marítimo. A principios de 1310 el rey de Castilla negoció levantar el cerco a la ciudad si el nazarí le entregaba Bedmar y Quesada.

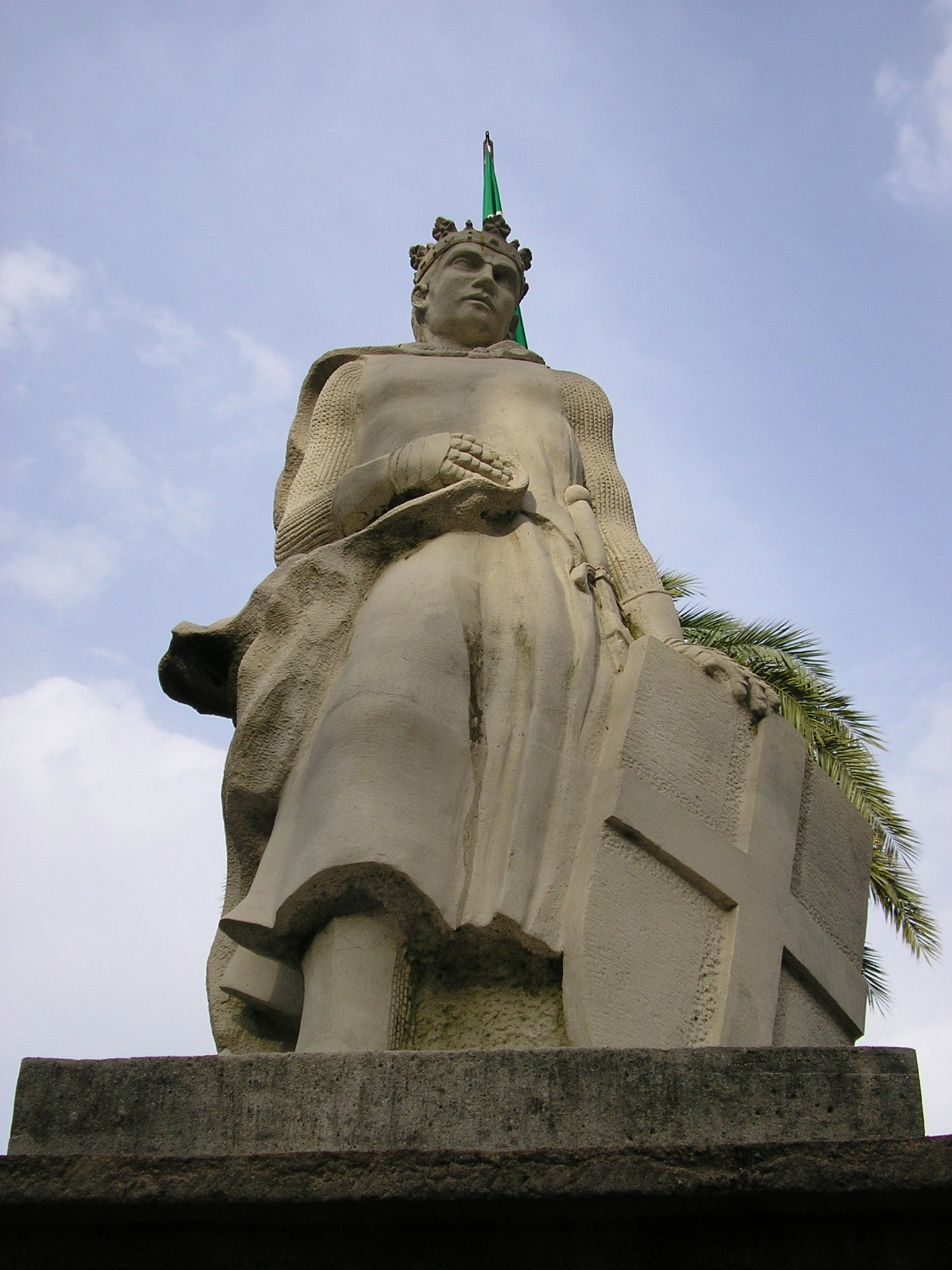
Alfonso XI, el Justiciero, rey de Castilla, nació en Salamanca el 13 de agosto de 1311; hijo del rey Fernando IV y padre del rey Pedro I el Cruel. Murió en el sitio de Gibraltar el 26 de marzo de 1350 de peste negra. Esta escultura de la avenida Blas Infante es de 1971 y fue realizada por Carlos Gómez de Avellaneda.

Desde 1338 los meriníes emprendieron diferentes campañas contra la frontera con Castilla que obligó a Alfonso XI a tomar la decisión de sitiar Algeciras al ser esta ciudad el punto de entrada de las tropas del norte de África. En 1340 Alfonso XI derrotó en las proximidades de Tarifa en la célebre batalla del Salado a Abu-l-Hassan. En 1342 llegaron a la ciudad las tropas de Castilla, Portugal, Aragón y Génova junto a cruzados europeos y con el apoyo del rey de Inglaterra, de Francia y de la Santa Sede poniendo sitio a Algeciras. Durante más de veinte meses de asedio los algecireños fueron apoyados vía marítima por los meriníes de Gibraltar hasta que Alfonso XI decidió poner un cerco marítimo consistente en cadenas y troncos desde la Isla Verde hasta la playa de Los Ladrillos. Este cerco impedía la entrada de cualquier embarcación a la ciudad. Ante la imposibilidad de mantener la ciudad los algecireños tuvieron que pedir tropas de apoyo a Granada. La coalición de granadinos y meriníes de Gibraltar se encontró con las tropas mandadas por Castilla en las proximidades del río Palmones venciendo Alfonso XI y obligando a capitular a la ciudad. Un 26 de marzo de 1344 la Villa Vieja fue entregada al infante Don Juan Manuel y el día 28, Domingo de Ramos, entró Alfonso XI en la Villa Nueva y consagró su mezquita mayor a santa María de la Palma. El rey castellano añadió a sus títulos el de rey de las Algeciras.

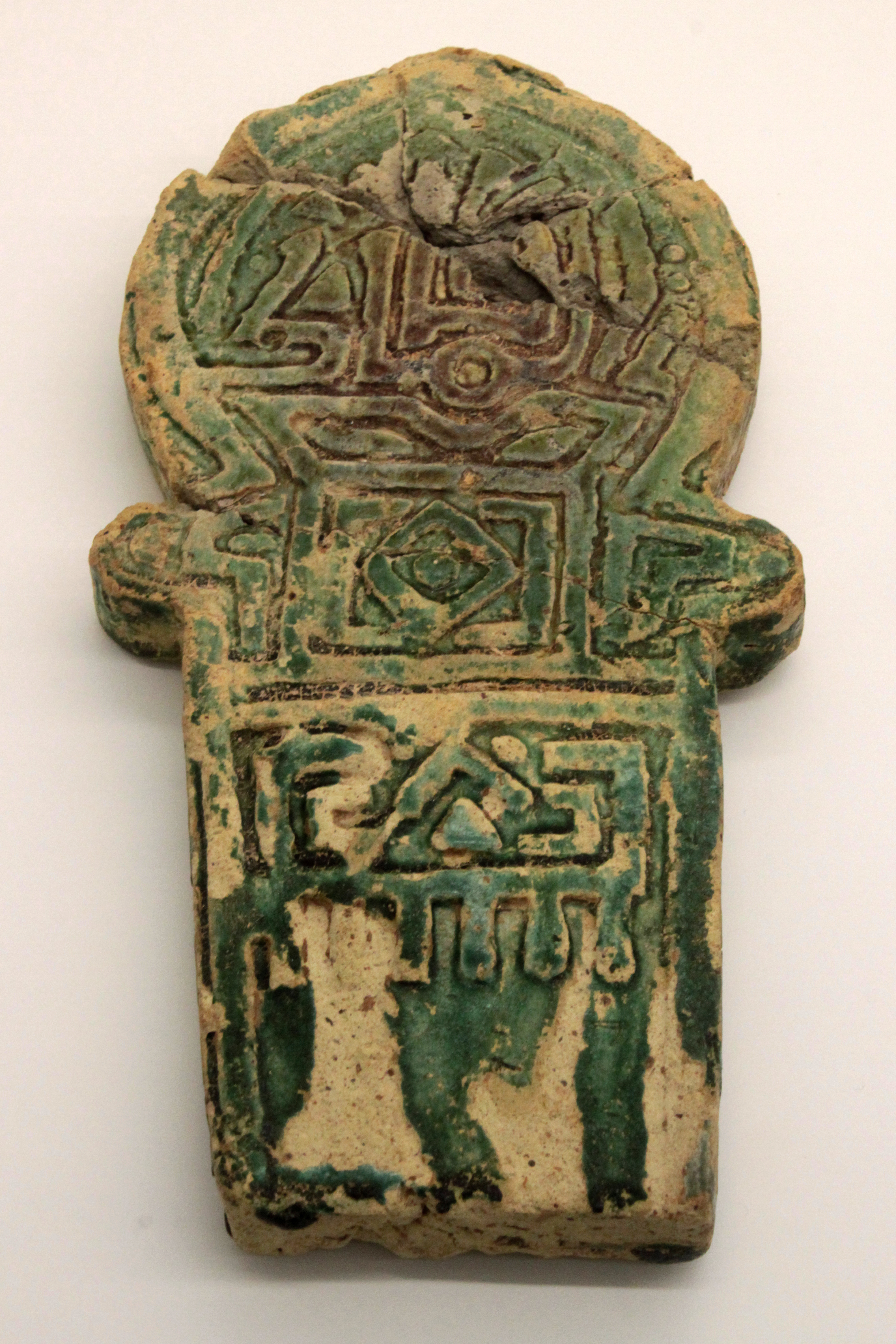
Estela meriní localizada en el cementerio del Fuerte de Santiago y datada en el.

### Reconquista árabe y destrucción de la ciudad
A pesar de los constantes intentos de Castilla por repoblar la ciudad (Carta de ordenación de Algeciras de 1345) esta cayó en crisis sobre todo tras la muerte de Alfonso XI mientras sitiaba Gibraltar. El papel de la ciudad como territorio de frontera y el debilitamiento del Reino de Castilla debido a luchas dinásticas hizo que las guarniciones de la ciudad fueran escasas para defenderla ante una eventual incursión árabe. En esta situación se encontraba la ciudad en 1369 cuando Muhammad V de Granada reconquistó la ciudad. El granadino pretendió que recuperara su antiguo esplendor repoblándola y reconstruyendo las murallas, pero apenas diez años después Castilla ya se había repuesto de sus luchas internas. El rey nazarí comprendió entonces que no podría mantener la plaza mucho tiempo y decidió destruirla en 1379 para que no volviera a caer en manos cristianas.
La ciudad fue completamente arrasada y todos sus habitantes tuvieron que marcharse de ese peligroso territorio de frontera. En 1462, conquistada Gibraltar, los antiguos términos de las Algeciras pasaron a esta ciudad.

## Edad Moderna y Contemporánea

### La repoblación

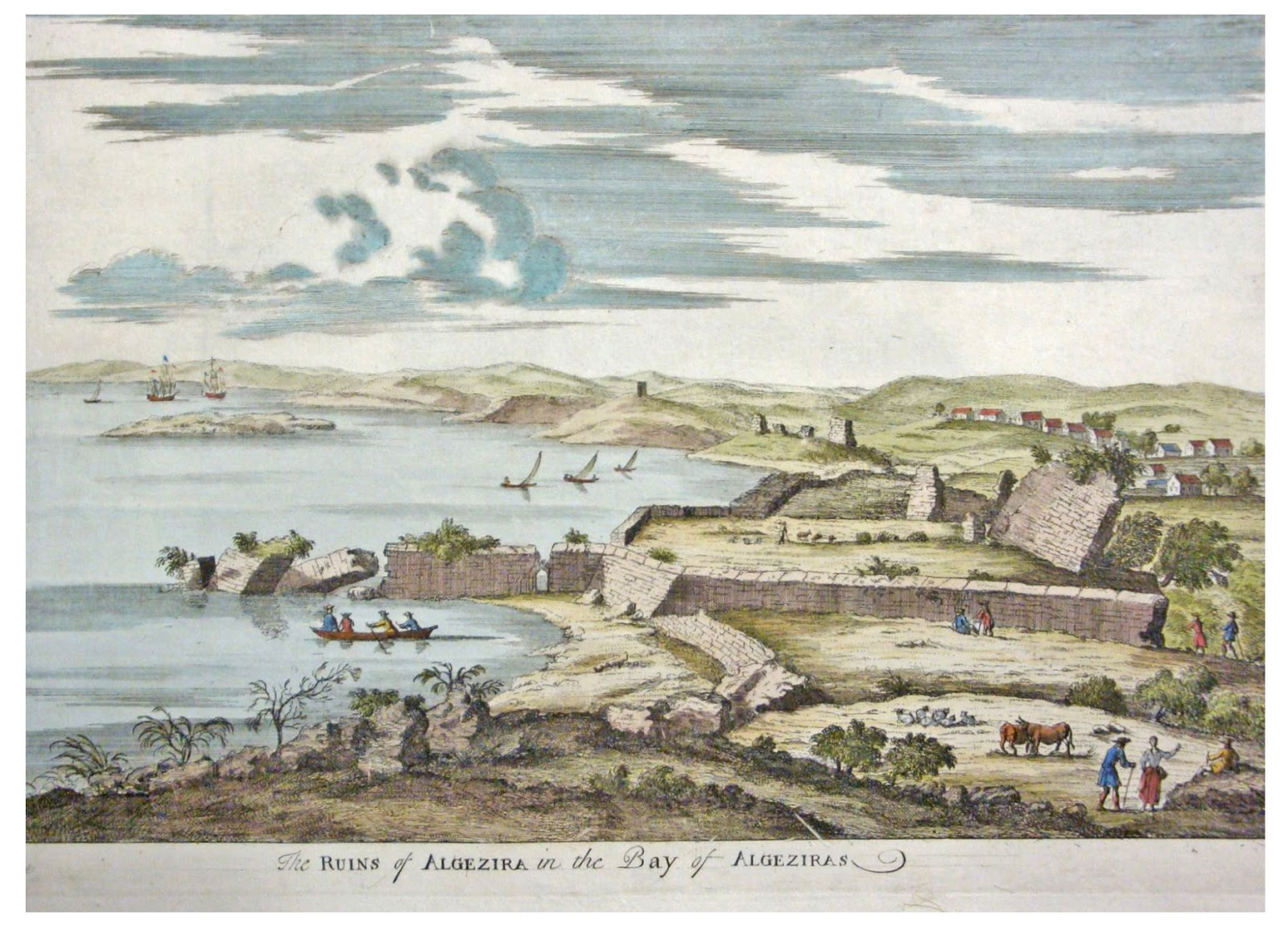
Este grabado del debió realizarse pocos años después de la toma de Gibraltar, muestra la ciudad de Algeciras donde apenas aparecen unas casas rodeadas por las ruinas de la antigua medina árabe.

La ciudad permaneció destruida hasta 1704 cuando un grupo de gibraltareños huidos del peñón tras la ocupación de las tropas anglo-holandesas aliadas con el archiduque Carlos de Austria en la Guerra de Sucesión Española se asentaron en las ruinas de la medina árabe. El lugar seleccionado para ello fueron los alrededores de la entonces capilla de San Bernardo, que desde entonces se llamaría de Nuestra Señora de Europa al depositarse en ella la imagen de esta Virgen venerada en Gibraltar y que se rescató del expolio. Esta fundación fue en un principio provisional pues los gibraltareños confiaban en que Gibraltar fuera pronto conquistada por España. A partir de 1713, año en que se firmó el Tratado de Utrecht, los gibraltareños exiliados se resignaron a no volver a su ciudad y comenzaron a construir una nueva Algeciras.
Las edificaciones fueron desde un principio provisionales, lo más usual fue reutilizar las piedras de la medina árabe para construir cualquier nuevo edificio. También se reaprovecharon los empedrados de las calles, de este modo quedó reflejado en el plano de la ciudad parte de las antiguas vías árabes.
Desde 1721 el ingeniero Jorge Próspero de Verboom levantó planos de la ciudad, de las ruinas árabes y modelos de cómo debían construirse las nuevas calles. El trazado de Verboom constaba de calles rectas cruzadas en paralelo formando manzanas cerradas. También contemplaba la construcción de una ciudad fortificada en Algeciras ante la posibilidad de que esta fuese atacada por los británicos. De la ordenación de la ciudad se conservan sólo la zona norte de la Villa Nueva (calles Ancha, Sevilla, Alfonso XI y perpendiculares), de trazado reticular.
En 1726 se solicitó la devolución de los antiguos términos de Algeciras a la ciudad y desde el Consejo de Castilla se envió una cédula a San Roque para que se cumplieran estas condiciones. La ciudad de San Roque se negó y comenzaron una serie de alegaciones que acabaron por poner en suspenso la Orden Real. Cuatro años más tarde y en 1734 se presentaron sendas reclamaciones y de nuevo cayeron en saco roto por la oposición de los gobernantes de San Roque que veían como podían verse reducidos los derechos de su ciudad. Los argumentos de San Roque eran sobre todo de índole patriótica, de este modo consideraban que las ciudades de Algeciras, Los Barrios y San Roque no podían separarse porque eran en efecto una sola, la de Gibraltar.

### La independencia de San Roque

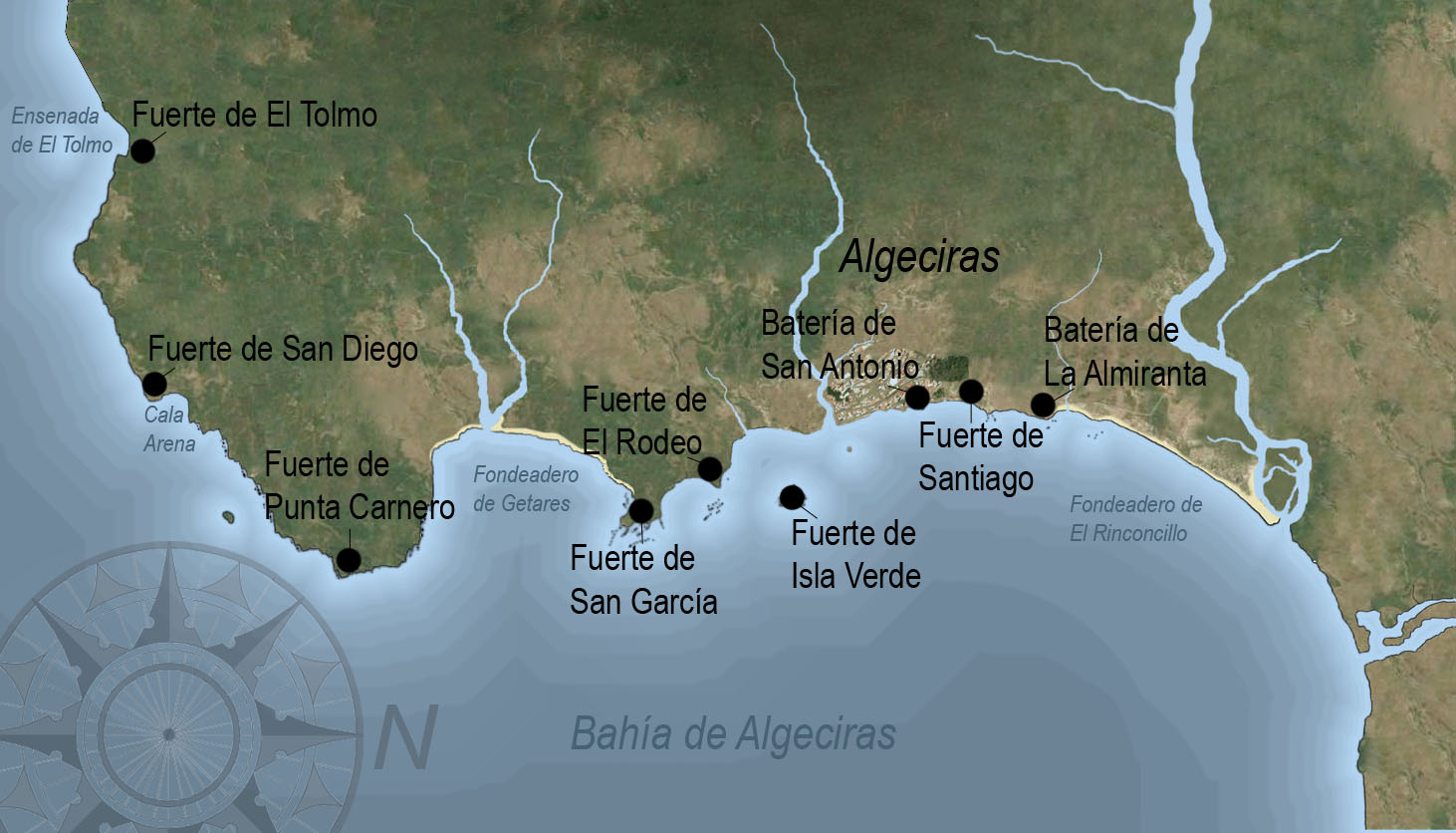
Situación de los fuertes militares del siglo XVIII en Algeciras, batería de la Almiranta, fuerte de Santiago, batería de San Antonio, fuerte de Isla Verde, batería de El Rodeo, fuerte de San García, fuerte de Punta Carnero, fuerte de San Diego y fuerte de El Tolmo.

Desde 1751 el comandante general del Campo de Gibraltar Francisco de Paula Bucareli y Ursúa, emprendió diversas acciones encaminadas a la independencia municipal de las ciudades del Campo. Así, por Cédula de 9 de febrero de 1755 tras la petición del General se concedió a Algeciras el título de ciudad siendo su primer alcalde Francisco Bermúdez Salcedo.  En la división territorial de los antiguos términos de Gibraltar, donde también entró la ciudad de Los Barrios, se decidió dar a Algeciras un territorio más pequeño que a las otras dos poblaciones debido a que su puerto suponía una ventaja sobre las otras dos ciudades. Sin embargo, el aprovechamiento de los montes sería conjunto para las tres ciudades. Durante los años siguientes el Cuerpo de Ingenieros de Ejército construyó calles y plazas. El tiempo y las excavaciones arqueológicas han mostrado que el trazado urbano de la ciudad de la época sigue el trazado de las calles, murallas y fosos de la medina; de esta manera las casas situadas en la calle Teniente Miranda, por ejemplo, tienen sus paredes traseras siempre apoyadas sobre la muralla de la ciudad. El proceso urbanizador de la ciudad fue enorme en estos tiempos, se construyó la primera plaza Alta y el acueducto conocido como "los Arcos" que llevaba agua a la ciudad desde un manantial cercano en 1777.
En junio de 1779 se declaró una nueva guerra a Gran Bretaña poniéndose sitio a Gibraltar, la ciudad de Algeciras fue base de operaciones de la escuadra española capitaneada por Antonio Barceló. La protección de los barcos de guerra era llevada a cabo por las baterías de Santiago, San Antonio e Isla Verde que formaban parte de un fuerte sistema de defensas llevado a cabo en los años treinta por el ingeniero Jorge Próspero de Verboom.
En 1801 una escuadra francesa que iba con destino a Cádiz tuvo que refugiarse en Algeciras para evitar que barcos británicos la interceptara. El ataque británico fue tomado como insulto por los españoles ya que, al ser España neutral, debería respetarse a cualquier barco que atracara en su puerto. La respuesta de las baterías algecireñas fue contundente, el navío inglés Hannibal fue hundido y los británicos se retiraron. Este hecho, conocido como la batalla de Algeciras, es una de las pocas ocasiones en las que España pudo derrotar navalmente al Imperio británico. Francia construyó un barco al que llamó Algeciras (su nombre original en francés era Algesiras) y que participó en la batalla de Trafalgar en recuerdo de esa batalla.

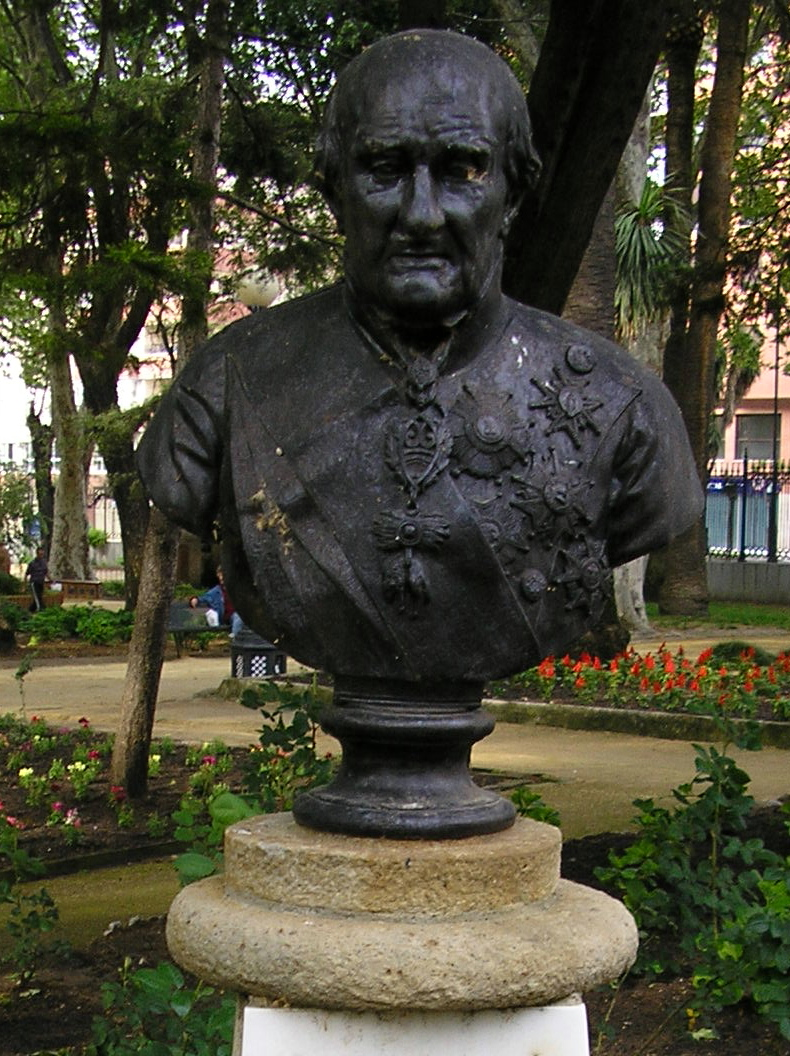
El general Castaños, Francisco Javier Castaños Aragorri Urioste y Olavide, nacido en Madrid el 22 de abril de 1758 y muerto en la misma ciudad el 24 de septiembre de 1852, vencedor en la batalla de Bailén en 1808. De este busto, situado en el paseo Cristina, se cuenta que fue realizado con el bronce de los cañones franceses capturados en dicha batalla.

En 1802 fue nombrado teniente general de la Comandancia del Campo de Gibraltar Francisco Javier Castaños y la trasladó a Algeciras por considerarla un lugar más propicio para dirigir operaciones militares. El general Castaños realizó numerosas obras en la ciudad a través del Cuerpo de Ingenieros, entre ellas la remodelación de la plaza Alta (1807) en la que colocó un enorme obelisco que debía ser rematado con un busto de Manuel Godoy y que se derribó en 1926 y el empedrado numerosas calles.

### Guerra de Independencia
El general Castaños, acompañado de la guarnición del Campo de Gibraltar, voluntarios de Algeciras, San Roque y Gibraltar, salió hacia el norte para impedir la penetración de los franceses en Andalucía. Esta expedición acabó en la célebre batalla de Bailén.
En febrero de 1810, el general francés Victor de Fay de La Tour-Maubourg se instaló en San Roque y envió a doscientos hombres a Algeciras con la intención de tomar la ciudad, pero un grupo de ciudadanos apoyados desde el mar con un cañonero británico plantó cara a los dragones franceses y éstos decidieron retirarse. No hubo tiempo para la represalia pues tres días más tarde se levantaron en armas los pueblos de la serranía de Ronda y los franceses tuvieron que abandonar sus puestos en San Roque para tratar de sofocar los levantamientos. Desde el Campo de Gibraltar se enviaron milicias hacia Tarifa ante la noticia de la inminente llegada de nuevas tropas napoleónicas procedentes de Cádiz. Estas milicias fueron derrotadas pero los franceses tuvieron que volver a Chiclana debido a las bajas sufridas.
Una vez más en 1811 las tropas de Napoleón volvieron a acercarse a la ciudad pero fueron derrotadas en Jimena de la Frontera por el general Ballesteros y los voluntarios de la Compañía de Escopeteros de Getares. Tras la contienda, el español tuvo que refugiarse en Gibraltar para que sus hombres recobrasen fuerzas, pero les fue denegada la entrada a la ciudad británica a pesar de que el Reino Unido era aliado de España. Aprovechando esta coyuntura, el general francés Godinot tomó Algeciras mientras sus ciudadanos se refugiaron en la Isla Verde; después de tomar víveres y objetos de valor, los franceses se retiraron para no volver.

### Guerra de África
En 1859 y 1860 tuvo lugar la guerra de África entre España y Marruecos. El ejército español que debía asentarse en la zona norte de Marruecos partió desde Algeciras. Esta guerra trajo para la ciudad un trasiego de personas que ayudó mucho a la exigua economía local, pero también trajo mucho dolor y miseria. Fueron muchos los algecireños muertos en la contienda, algunos de ellos tienen calles con su nombre en la ciudad: alférez Villalta Medina, comandante Gómez Ortega, etc. Además la presencia de las tropas en la ciudad coincidió con un brote de cólera que hizo estragos sobre todo entre los heridos que se hacinaban en el Hospital militar (véase: Pandemias de cólera en España).
En 1873 poseyendo la ciudad una gran influencia federalista se proclama Algeciras como un cantón independiente aprovechando el desconcierto creado en el Gobierno Central tras la proclamación de la Primera República. El cantón de Algeciras permanece hasta el 8 de agosto del mismo año cuando las tropas procedentes de Cádiz disuelven el Batallón de Voluntarios de Algeciras.

### Finales delsigloXIXy principios delsigloXX
Algeciras pasó a convertirse a partir de 1880 en un enclave de interés turístico para los británicos por su proximidad a la colonia inglesa de Gibraltar de ese interés surge en la zona de la Villa Vieja un importante número de viviendas llamadas localmente los Chalecitos donde vivían adinerados gibraltareños, algunos de esos chalés forman parte hoy del equipamiento público de la ciudad como el Museo municipal instalado en la casa de los Guardeses, la sede de la Mancomunidad de Municipios en la Villa Smith, etc. La llegada del ferrocarril (1892), de manos de inversores anglosajones, en esos años propició el desarrollo de su puerto. Por ello el germen del actual puerto de Algeciras fueron los primeros muelles de madera usados para el atraque de los vapores que cruzaban la Bahía con destino a Gibraltar. También se instaló el alumbrado público (1891) a instancias del alcalde Emilio Santacana y Mensayas.

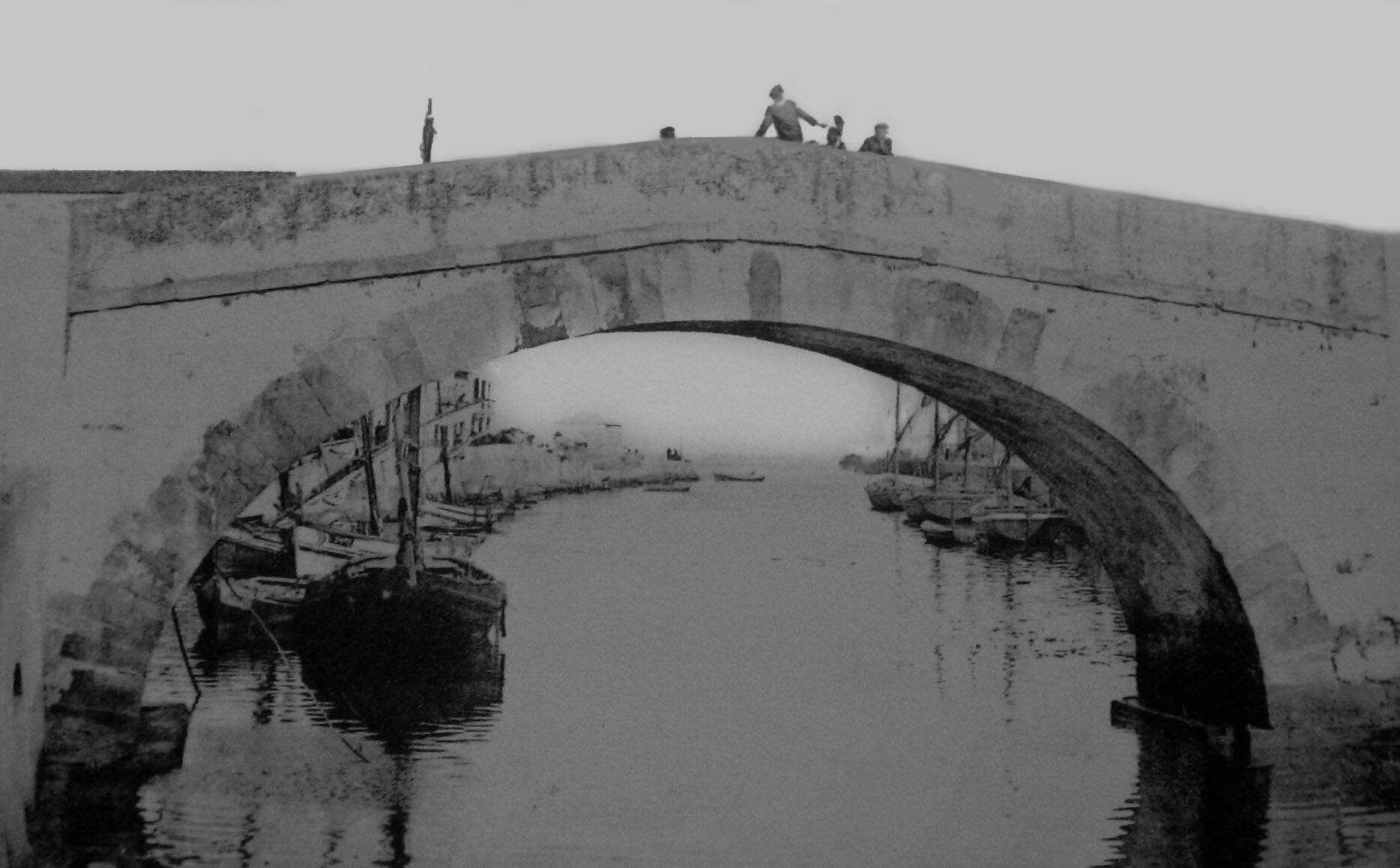
El Puente Viejo sobre el río de la Miel.

En 1906, se celebró en esta ciudad la Conferencia de Algeciras, tratando sobre repartos de la superficie de África. Los objetivos pacificadores de la conferencia nunca fueron cumplidos y de hecho el reparto de Marruecos entre los diferentes países europeos no trajo más que miseria y guerra a aquel país, sin embargo las repercusiones de la conferencia en la ciudad fueron tremendamente positivas y en cierto modo marcaron el futuro de la ciudad. El acontecimiento internacional puso de manifiesto las numerosas deficiencias de la ciudad al tiempo que dejaba en evidencia la necesidad de una ciudad fuerte en el sur de la península que mermara la pujanza económica de la colonia de Gibraltar y a la vez pudiera mantener relaciones comerciales con el norte de África, es por ese motivo que en el mismo año de 1906 se creó la Junta de Obras del Puerto, precedente de la actual Autoridad Portuaria de la Bahía de Algeciras, y que desarrollará un patrón de crecimiento para el puerto basándose en un primer lugar en los muelles de la Isla Verde, unida a tierra por un puente de madera. El crecimiento del puerto, primero apoyándose en la piedra de Galera, aquella en la que embarrancaría el Hannibal en 1801 y luego hacia en interior de la Bahía daría lugar con el tiempo al actual Puerto de Algeciras, el más importante de España en tráfico de mercancías y uno de los más importantes de Europa.

### Guerra Civil

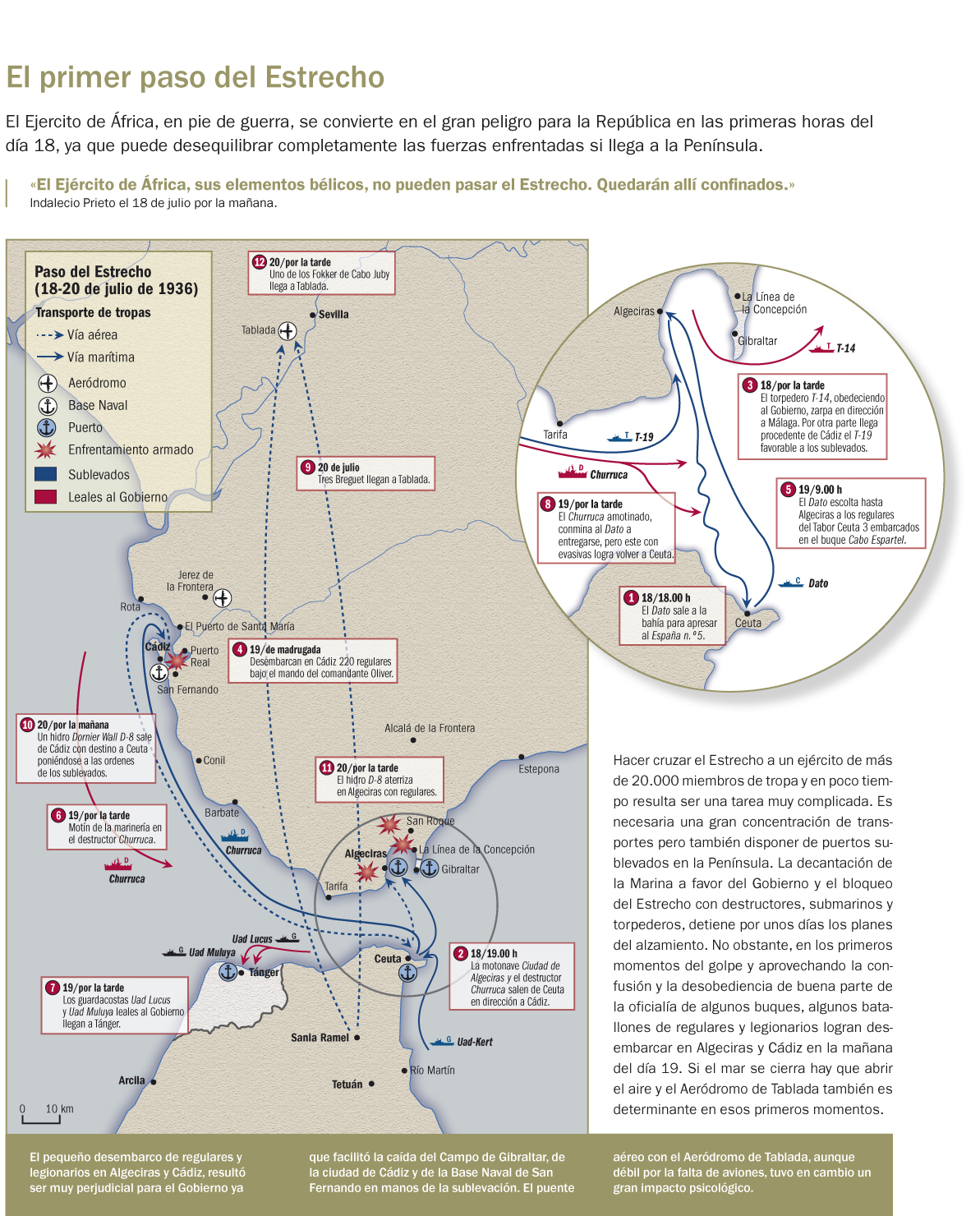
Infografía que narra el cruce del estrecho de Gibraltar por algunas unidades sublevadas del Ejército de África entre el 18 y el 20 de julio de 1936.

En 1936, tras la sublevación militar contra el gobierno de la República, Algeciras se convirtió en el único puerto posible para el desembarco de las tropas del Norte de África si finalmente éstas se adherían al levantamiento. Ante la importancia de la ciudad en este momento el alcalde republicano Salvador Montesinos decidió reunirse con el ayuntamiento en pleno y mantener comunicación con Madrid a la espera de noticias.
El 18 de julio la Guardia Civil mandada por Miguel Romero García tomó los edificios más importantes de la ciudad, telégrafos, radio y apostó parte de sus fuerzas en las entradas de la ciudad a la vez que impidió que los ciudadanos leales a la república, temerosos, tomaran las armas de los cuarteles para defender la ciudad. Ese mismo día el coronel Emilio March recibió órdenes de Gonzalo Queipo de Llano para declarar el estado de guerra; en pocas horas las diferentes guarniciones de la ciudad tomaron los edificios públicos y detuvieron al alcalde y al equipo de gobierno. Tras tomar el Ayuntamiento de la ciudad sin resistencia los batallones de San Roque y La Línea se alinean contra los insurgentes manteniéndose esta situación hasta la llegada de las tropas de Ceuta.
De esta manera, Algeciras se adhirió casi desde un principio a la causa contra la República. En las vísperas del alzamiento militar, cuando los rumores de un inminente golpe militar y posible enfrentamiento civil eran ya públicos, las amenazas de muerte de las milicias sindicales republicanas, hicieron que las familias de los terratenientes algecireños se exiliaran en Gibraltar. Inmediatamente después al golpe militar fueron muchos los algecireños que debieron huir de la ciudad, principalmente a Gibraltar, en las primeras semanas para evitar los fusilamientos y detenciones que se llevaban a cabo. Las autoridades inglesas rechazaron la entrada en Gibraltar a la mayoría de los exiliados, a los cuales les retuvieron en campamentos de refugiados en el Campo Neutral, dejando pasar sólo a aquellas familias que, como los terratenientes huidos antes del golpe, tenían recursos para mantenerse o aquellos que eran reclamados por familias residentes en Gibraltar y que se hacían cargo de su manutención ante las autoridades inglesas.
En los primeros días de la insurrección se produjeron bombardeos de la aviación de la república y del acorazado Jaime I.
El 5 de agosto partió de Ceuta el llamado convoy de la victoria, el cañonero Eduardo Dato, el viejo torpedero T-19 el guardacostas Uad Kert, los remolcadores Benot y Arango y las naves Ciudad de Ceuta y Ciudad de Algeciras cruzaban el estrecho transportando tropas; a mitad de camino apareció el destructor republicano Alcalá Galiano y atacó el convoy, el Dato hizo fuego contra él y pronto aparecieron aviones pertenecientes a las tropas sublevadas que produjeron la huida del Alcalá Galiano; el convoy llegó a las 8 de la tarde al puerto de Algeciras.
Dos días después el Acorazado Jaime I, el destructor Ferrándiz y los cruceros Libertad y Cervantes abrieron fuego contra el Dato atracado en el puerto y provocando un incendio en éste; más tarde abrieron fuego contra la ciudad, destruyendo todo el frente marítimo y obligando a la población a huir a los montes cercanos.
Una vez desembarcadas las primeras tropas en la ciudad la comarca del Campo de Gibraltar cayó pronto ante su avance; las tropas africanas partieron hacia Madrid dejando guarniciones en la ciudad, parte de ellas con falangistas locales, que impidieron cualquier tipo de defensa local. En los meses siguientes el resto de las tropas norteafricanas desembarcarían el Algeciras pasando a engrosar el ejército insurgente.
Con posterioridad al conflicto bélico la represión en la ciudad fue tan dura como en otras ciudades españolas, Algeciras, como el resto de la comarca era una zona con población predominantemente izquierdista, de este modo en las elecciones de 1933 el Frente Popular había obtenido en la ciudad un 84.5 % de los votos, de igual modo Algeciras poseía un gran número de logias masónicas.
Debido a todo ello y la pronta adhesión al levantamiento contra el gobierno de la República por parte de los militares de la zona durante la guerra y los primeros años de dictadura se produjeron numerosas detenciones y fusilamientos en la ciudad y ningún enfrentamiento armado; de este modo es conocido que en el antiguo cuartel de escopeteros, en el Casino Cinema y en el edificio situado tras la Iglesia de La Palma, donde estuvo el bar La Oropéndola se realizaban los encarcelamientos y se torturaba a los disidentes para luego ser fusilados junto al cementerio en la zona aún hoy conocida como Punta Paredones. Son numerosas las infraestructuras viarias y militares que realizaron los presos políticos durante la primera década, de este modo la carretera Vieja de Los Barrios o las llamadas pantallas que protegían los caminos hacia los cuarteles del Arroyo del Lobo, fueron realizados por presos condenados a trabajos forzosos.
La actividad del maquis en las sierras de Algeciras está constatada en las dos primeras décadas de dictadura, la pervivencia de estos grupos antifranquistas se mantuvo hasta bien entrados los años sesenta sobre todo en el interior de la comarca, cerca de las poblaciones de Castellar y Jimena.

### Desde mediados delsigloXXhasta la actualidad

El puente de Almanzor, inaugurado en el año 2000, es el puente de acceso norte al puerto de Algeciras. Parte de la playa de La Concha y termina en el muelle Juan Carlos I. Esta obra permite evitar el paso de grandes camiones contenedores por el centro de la ciudad para incorporarse a la autovía del Mediterráneo.

Los primeros años de la dictadura en la ciudad fueron similares a los del resto de España, aunque los numerosos acuartelamientos de la ciudad y la consiguiente presencia de militares hicieron que la vida local se viese muy influenciada por estos y por la escasa burguesía de la ciudad, que vio pronto cómo se les otorgaba gran cantidad de privilegios.
Como consecuencia del cierre de la Verja de Gibraltar, en 1969 se llevó a cabo el Plan de Desarrollo del Campo de Gibraltar que dotó a la comarca y a la ciudad de Algeciras de un importante complejo industrial. Era la época del milagro económico español (1959-1973). Esto, junto con el imparable desarrollo del puerto, han dado a la ciudad un crecimiento enorme, que se pone de manifiesto con el gran número de vecinos de la ciudad, unos 110 000 censados, pero cerca de 150 000 vecinos de hecho.
El puerto de Algeciras es, cada año, sede de la Operación Paso del Estrecho, en la que miles de ciudadanos norteafricanos residentes en Europa toman un barco destino a Ceuta o Tánger para pasar las vacaciones en su país. Desde su creación en 1906, el puerto de Algeciras ha crecido hasta convertir prácticamente todo el litoral del casco urbano en un macro-puerto que, por su enclave geográfico, es parada obligada para los buques cargueros que se disponen a cruzar el Atlántico o que vienen del Oeste y van a penetrar en el mar Mediterráneo. Más de cien barcos (muchos de ellos, petroleros) cruzan diariamente de este a oeste, y viceversa, el estrecho de Gibraltar, que separa Algeciras del Norte de Marruecos. A su vez, y fundamentalmente durante el verano, los buques transbordadores que unen Algeciras con la orilla Africana no cesan de rotar transportando, fundamentalmente, a magrebíes que trabajan en Europa, turistas extranjeros de la vecina Costa del Sol que quieren conocer otra cultura y aventureros que se adentran desde Tánger en el Continente Negro. Por su peculiar situación fronteriza, Algeciras ha sido punto ilegal de entrada de personas y de mercancías desde Marruecos. Sin embargo, los férreos controles policiales han llevado a los traficantes a buscar rutas alternativas.
Algeciras es la capital administrativa y financiera de la Comarca del Campo de Gibraltar, sede de la Mancomunidad de Municipios del Campo de Gibraltar; cuenta con un subdelegado del gobierno de la Junta de Andalucía y un coordinador de la Administración General del Estado. Es una ciudad muy activa y animada, con un comercio próspero que no para de crecer y que ya ha desbordado su perímetro municipal hasta alcanzar otros municipios vecinos, de modo que puede considerarse al arco de la Bahía como el gran área metropolitana del sur de la península ibérica.